# Alberto Contador
Ne doit pas être confondu avec Contador (cours d'eau).
Contador  Velasco est un nom espagnol. Le premier nom de famille, en général paternel, est Contador ; le second, en général maternel, souvent omis, est Velasco.
Alberto Contador (de son nom complet Alberto Javier Contador Velasco), né le 6 décembre 1982 à Madrid, est un coureur cycliste espagnol. Professionnel de 2003 à 2017, il est l'un des sept coureurs à avoir remporté les trois grands tours du cyclisme sur route.
Il commence sa carrière professionnelle en 2003, dans l'équipe ONCE-Eroski. Il se révèle en remportant son premier Tour de France (qui est le deuxième auquel il participe) le 29 juillet 2007 avec l'équipe Discovery Channel. À la suite de ses victoires obtenues au sein de l'équipe Astana, sur les Tours d'Italie et d'Espagne en 2008, il devient le premier coureur espagnol à avoir remporté les trois grands tours et à avoir effectué le doublé Giro-Vuelta sur une saison.
En 2009, toujours chez Astana, il gagne son deuxième Tour de France, en battant Andy Schleck. Il remporte également le Tour de France 2010 avec cette équipe, et le Tour d'Italie 2011 avec l'équipe Saxo Bank-Sungard, mais est reconnu coupable de dopage au clenbuterol le 6 février 2012 par le Tribunal arbitral du sport. Il se voit retirer le bénéfice de ses victoires acquises depuis juillet 2010, dont le Tour 2010 et le Giro 2011. Après son retour de suspension, il rejoint l'équipe Saxo Bank-Tinkoff Bank et gagne à nouveau le Tour d'Espagne en 2012 et 2014, ainsi que le Tour d'Italie 2015. 
Il est considéré comme un cycliste qui excelle dans tous les aspects des courses par étapes, nécessaires pour être bien classé au classement général. Ainsi, il compte également à son palmarès des courses d'une semaine comme Paris-Nice, le Tour du Pays basque et Tirreno-Adriatico. Il est particulièrement à l'aise sur les contre-la-montre au profil vallonné, comme le démontre sa quatrième place aux Jeux olympiques de 2008, son titre de champion d'Espagne de la spécialité en 2009 et sa victoire sur le contre-la-montre du Tour 2009, disputé sur une distance de 40 km.
Contador détient le record de victoires au trophée du Vélo d'Or, récompense qui couronne le meilleur cycliste de la saison. Au total, il y compte 4 succès (2007, 2008, 2009 et 2014).

## Biographie

### Enfance
Alberto Contador est issu d'une famille modeste de Pinto, une ville d'environ quarante mille habitants située dans la grande banlieue de Madrid, plus précisément à vingt kilomètres au sud de la capitale espagnole. Il a deux frères et une sœur. 
Il grandit dans un contexte assez difficile. Son jeune frère, Raul, déficient mental, monopolise en effet l'attention de ses parents, lesquels n'ont pas les moyens nécessaires pour le placer dans un établissement spécialisé. 
Il monte pour la première fois sur un vélo à l'âge de 14 ans. Il commence à pédaler pour s'amuser avec les copains du village, jusqu'au jour où un éducateur le remarque et l'inscrit dans un club. Il dispute ses premières compétitions sur le vélo de son frère aîné Fran (c'est ce dernier qui l'a initié au vélo), qu'il a vaguement retapé et repeint en bleu pour faire comme les « vrais » coureurs.

### Carrière sportive

#### 1998-2002: carrière amateur
À 16 ans, il commence à courir en catégorie cadets 2e année dans l'équipe Uni Pinto. Bien qu'il n'obtienne aucune victoire cette année, ni la suivante en première année junior, il démontre de grandes qualités en montagne qui lui valent le surnom de « Pantani » dans le peloton madrilène.
En 2000, il rejoint l'équipe madrilène RVC Portillo et remporte quatre victoires, en se spécialisant dans les prix de la montagne, comme à la Vuelta al Besaya, à la Ruta del Vino, à la Sierra Norte ou à la Vuelta a Talavera, auquel il s'est présenté avec la sélection espagnole,. Durant la Vuelta a la Sierra Norte, il montre ses qualités de grimpeur et termine deuxième au classement général derrière Alberto Rodríguez, frère de Joaquim Rodríguez. Il n'est pas sélectionné en équipe d'Espagne junior pour les championnats du monde, mais est repéré par l'encadrement de l'équipe Iberdrola-Loinaz, filiale de l'équipe professionnelle ONCE-Deutsche Bank, qui le recrute. Pour mieux se consacrer à l'entraînement, il abandonne ses études.
En 2002, il devient champion d'Espagne espoirs du contre-la-montre. En août, il devient stagiaire dans l'équipe ONCE-Eroski et termine 16e du contre-la-montre espoirs des championnats du monde à Zolder.

#### 2003-2004: premières saisons professionnelles chez ONCE-Eroski/Liberty Seguros
Alberto Contador passe professionnel en 2003 dans la célèbre équipe espagnole ONCE-Eroski, dirigée par Manolo Saiz, qu'il considère comme un « second père ».
En mai, il termine, notamment, 4e du Tour de Castille-et-León. Il signe une sixième place dans la montée du Folberg au Tour d'Allemagne, devant Jan Ullrich. En août, il remporte sa première victoire professionnelle à seulement 20 ans. Il s'impose ce jour-là sur la dernière étape du Tour de Pologne, un contre-la-montre, devant le vainqueur final Cezary Zamana et des coureurs d'expérience comme Andrea Noè ou Jens Voigt. 
En mai 2004, Contador est victime d'une grave chute dans le Tour des Asturies. Il est conduit à l'hôpital d'Oviedo, où les médecins diagnostiquent, outre une fracture de la mâchoire, un début de rupture d'anévrisme susceptible d'expliquer sa chute et les convulsions qui l'ont précédée. 
Il sort de l'hôpital, mais sa santé se détériore rapidement par la suite. Transporté en urgence dans un hôpital de Madrid, il est opéré durant cinq heures pour retirer un œdème logé dans le crâne à un endroit particulièrement sensible où le risque d'un futur état végétatif est grand. Plongé dans le coma pendant trois semaines, il se réveille avec 70 points de suture d'une oreille à l'autre et deux plaques de titane dans le crâne mais avec toutes ses facultés initiales. Deux mois plus tard, il recommence à marcher et sept mois plus tard (en décembre), il remonte sur son vélo.

#### 2005: retour à la compétition

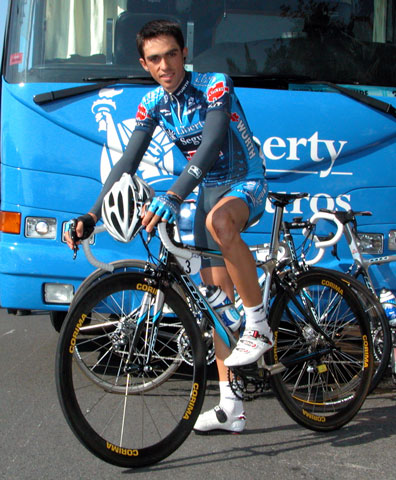
Alberto Contador en 2005.

De retour dans le peloton professionnel en 2005, il se montre rapidement compétitif. En janvier, il gagne une des premières courses qu'il dispute, la cinquième étape du Tour Down Under, où l'équipe Liberty Seguros-Würth s'empare des quatre premières places avec Luis León Sánchez, Allan Davis et Javier Ramírez Abeja. 
Deux mois plus tard, il signe un premier succès sur une course par étapes à la Semaine catalane, où il gagne l'étape de montagne et se classe quatrième du contre-la-montre final. En avril, il obtient des places d'honneur sur deux courses par étapes majeures, le Tour du Pays basque (3e) et le Tour de Romandie (4e), après avoir remporté le contre-la-montre final du premier et une étape de montagne du second.
Il participe en juillet à son premier Tour de France. Lors de la 12e étape, il se hisse dans une échappée avec, entre autres, Sylvain Chavanel et Laurent Lefèvre. Cette échappée n'ira pas au bout. Contador termine le Tour avec plus d'une heure de retard sur le vainqueur, Lance Armstrong : il prend la 31e place du classement général et la troisième place du classement des meilleurs jeunes. En fin d'année, il est opéré d'une hernie inguinale avant de poursuivre pour une saison supplémentaire avec Liberty Seguros.

#### 2006: l'affaire Puerto
En 2006, Contador se distingue en avril en terminant 9e du Grand Prix Miguel Indurain, 5e du Tour du Pays basque, 2e du Tour de Romandie et 4e de la Klasika Primavera. Il remporte également en juin une étape de montagne du Tour de Suisse.
Le 30 juin, il est cité dans l'affaire Puerto et ne peut prendre le départ du Tour, le lendemain. Il sera par la suite blanchi par la justice espagnole,.
En août, il revient à la compétition au Tour de Burgos. Mais, au soir de la 4e étape, le 11 août, il chute en retournant vers son bus et perd brièvement connaissance.

#### 2007: première victoire sur le Tour de France
Alberto Contador est recruté pour 2007 par l'équipe américaine Discovery Channel, l'ancienne équipe de Lance Armstrong, qui a pris sa retraite après le Tour de France 2005, et dirigée par Johan Bruyneel.
Contador gagne Paris-Nice, sa première victoire majeure, dans la dernière étape. Il profite de la qualité de son équipe, pour affaiblir son rival Davide Rebellin, ce qui lui permet de lancer une grosse attaque dans la dernière difficulté de l'étape. Il avait déjà essayé d'attaquer Rebellin les jours précédents mais n'était pas parvenu à le rattraper au classement général. Malgré la chasse menée par Rebellin qui doit attaquer seul sur la fin, Contador gagne l'étape et garde assez d'avance pour remporter le classement général.
Deux semaines plus tard, il s'impose à nouveau sur une course par étapes d'une semaine, le Tour de Castille-et-León. Il dispute au mois de juin le Critérium du Dauphiné libéré où il se classe sixième.

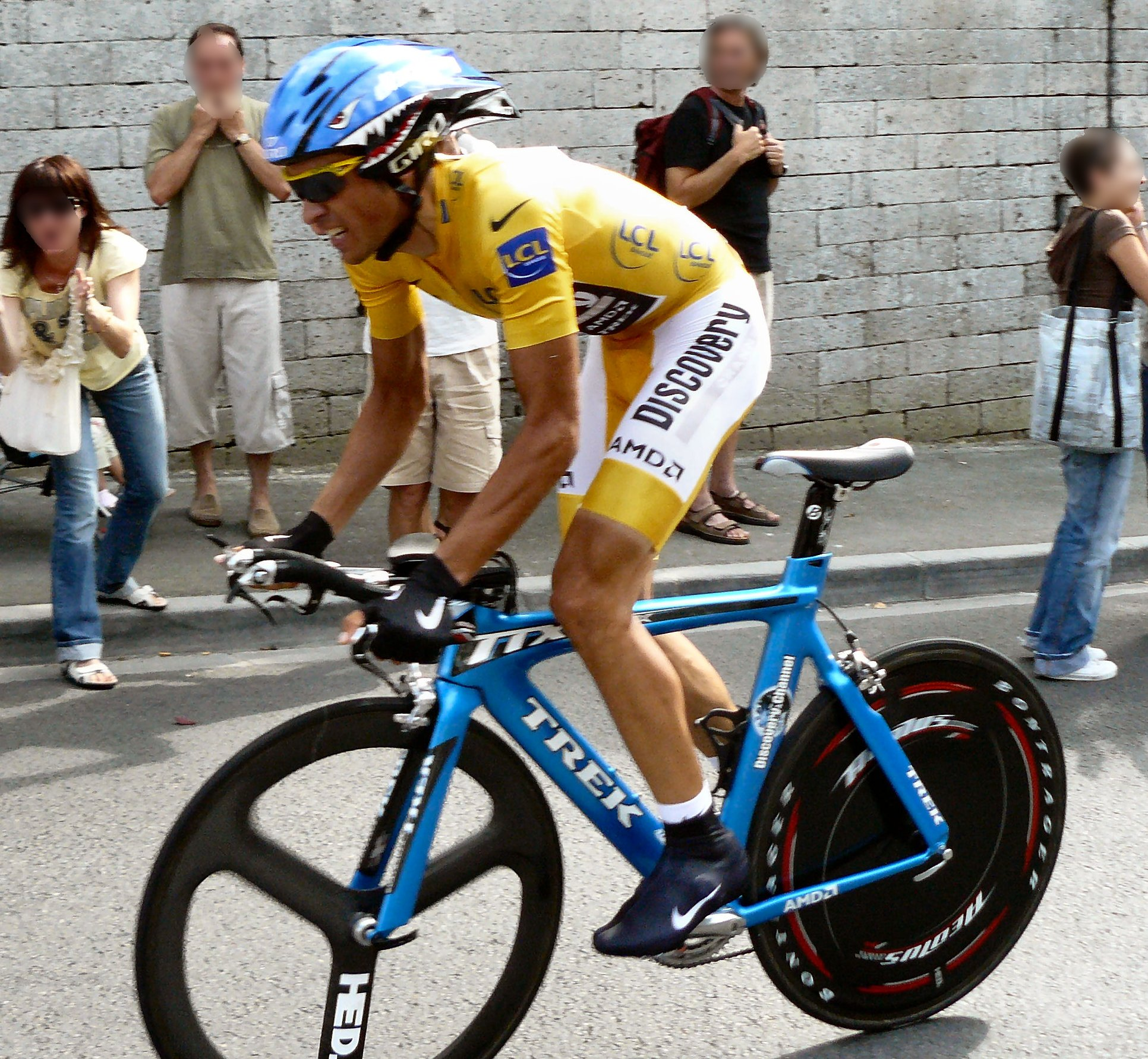
Lors de la du Tour de France 2007.

Il prend le départ du Tour de France avec un rôle de coéquipier de Levi Leipheimer. Lors de la 9e étape, il attaque dans le col du Galibier et rattrape Yaroslav Popovych, son coéquipier parti dans l'échappée matinale, mais ils sont rejoints par les autres favoris à 5 km de l'arrivée. Lors de la 14e étape, il attaque de nouveau, et à deux reprises, dans l'ascension finale du plateau de Beille. Seul Michael Rasmussen parvient à le suivre. Contador bat ce dernier au sprint. Il a grimpé cette dernière côte plus rapidement que Lance Armstrong, mais moins que Marco Pantani qui y détient le record. Il conforte sa seconde place au classement général derrière Michael Rasmussen en prenant un peu de temps sur le troisième, Cadel Evans. Lors de la 16e étape, Contador n'est pas loin de décrocher Rasmussen mais il n'y parvient pas malgré quatre attaques très sèches et une dernière montée du col de Peyresourde rapide, qui lui permet néanmoins d'accroître une nouvelle fois son avance sur ses autres poursuivants. Lors de la 17e étape, malgré trois attaques dans la montée finale du col d'Aubisque, il est décroché par Rasmussen dans le dernier kilomètre et pense abandonner là tous ses espoirs de victoire finale (2e du général à 3 min 10 s de Rasmussen). Mais le Danois Michael Rasmussen est exclu ce soir-là par son équipe Rabobank. Contador s'empare donc du maillot jaune lors de la 18e étape. Dans la 19e étape, courue contre-la-montre, il réussit à garder une marge de 22 secondes sur Evans et de 31 secondes sur son équipier Levi Leipheimer. Il remporte donc son premier Tour de France, dans l'ancienne équipe de Lance Armstrong.
À la fin de la saison, il remporte, pour la première fois, le Vélo d'or mondial décerné par Vélo Magazine.

#### 2008: le doubléGiro-Vuelta

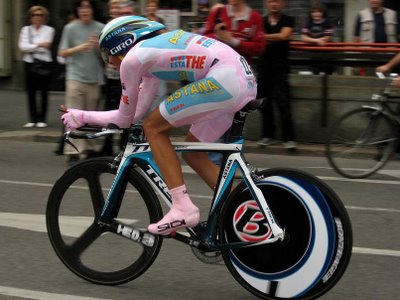
Lors de la du Tour d'Italie 2008.

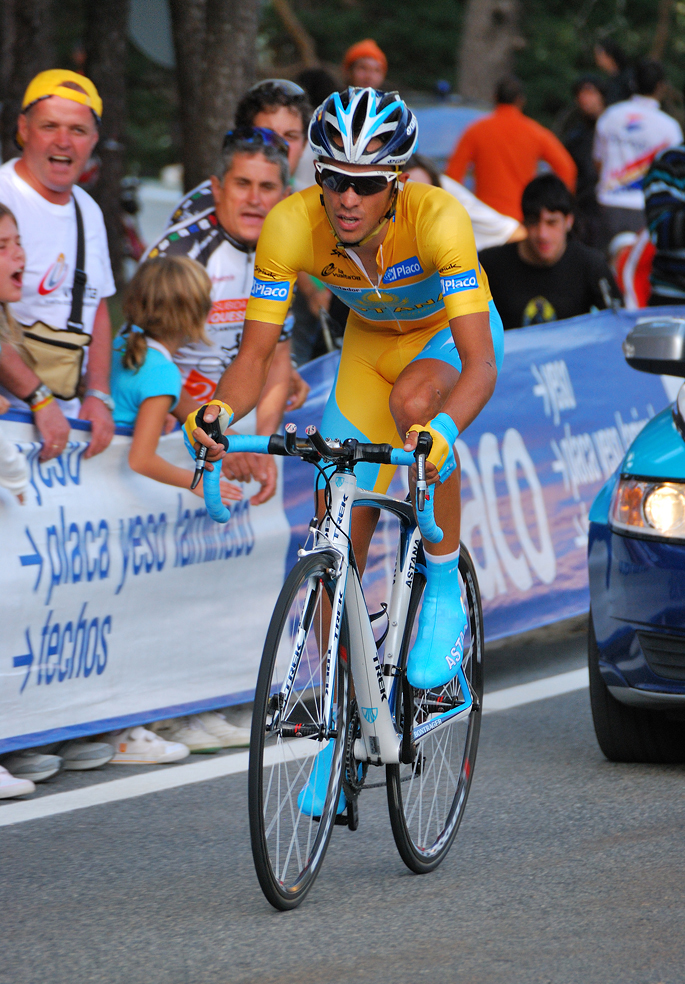
Lors de la du Tour d'Espagne 2008.

L'équipe Discovery Channel disparaissant à la fin de la saison, il signe pour l'année 2008 avec l'équipe Astana, y rejoignant le directeur sportif de Discovery Channel Johan Bruyneel, en compagnie de plusieurs autres coureurs de cette même équipe.
Bien qu'ayant changé d'encadrement et renouvelé son effectif, le nom d'Astana reste associé aux affaires de dopage qui l'ont secouée en 2007, dont notamment les contrôles antidopage positifs d'Alexandre Vinokourov et Andrey Kashechkin. L'équipe de 2008 en subit les conséquences : elle n'est pas invitée sur les épreuves organisées par Amaury Sport Organisation et par RCS Sport. Ainsi, Contador ne peut pas défendre ses titres sur Paris-Nice et au Tour de France. Sa saison est par conséquent centrée sur d'autres objectifs : les Jeux olympiques et le Tour d'Espagne.
Faute de pouvoir prendre part à Paris-Nice, il est au départ du Tour de Murcie au début du mois de mars. Septième de l'étape de montagne remportée à Totana par son coéquipier José Luis Rubiera et troisième du contre-la-montre au parcours vallonné derrière Alejandro Valverde et Stefano Garzelli, il termine troisième du classement général derrière ces deux coureurs. À la fin du mois, il domine comme en 2007 le Tour de Castille-et-León : il signe un doublé pour Astana avec Levi Leipheimer sur le contre-la-montre d'ouverture, puis distance ses adversaires dans l'étape de montagne à la Montaña Palentina (es) pour s'imposer finalement devant Mauricio Soler et Thomas Dekker.
Après cette seconde victoire consécutive, Alberto Contador prend part au Tour du Pays basque, épreuve majeure du calendrier espagnol et figurant au ProTour. Comme au Tour de Castille-et-León, il s'impose dès la première étape à Legazpi après avoir distancé tous ses adversaires dans l'ultime difficulté, l'Alto de Descarga, à moins de dix kilomètres de l'arrivée. Seul l'Espagnol Ezequiel Mosquera demeure un temps en sa compagnie. Il reste systématiquement au contact de ses adversaires durant les quatre étapes suivantes, sur des parcours difficiles, souvent disputées sous la pluie. Lors de la dernière étape, disputée contre-la-montre, il s'impose une nouvelle fois en dominant d'une vingtaine de secondes son adversaire direct de la fin du Tour de France 2007, l'Australien Cadel Evans. Alberto Contador ajoute donc une nouvelle course importante à son palmarès en s'imposant au classement final devant Cadel Evans et Thomas Dekker. Dès lors, il a l'intention de faire une pause, puis de préparer son futur grand rendez-vous, le Critérium du Dauphiné libéré, couru en juin. Après avoir soigné une infection dentaire, il prend quelques jours de repos.
Le 4 mai, la société RCS MediaGroup crée la surprise en annonçant l'invitation au Tour d'Italie de l'équipe Astana qu'elle avait exclue dans un premier temps. Exclue du Tour, Astana envoie au Giro, qui démarre six jours plus tard, ses leaders Levi Leipheimer, Andreas Klöden, et Contador. Durant la première semaine, Contador peine à suivre ses principaux rivaux : 18e à Agrigente (2e étape), il cède 10 secondes à six coureurs dont le vainqueur d'étape Riccardo Riccò et le tenant du titre Danilo Di Luca. À Pescocostanzo (7e étape), il peine à nouveau à suivre les deux coureurs dans le final. Il demeure cependant meilleur que ses rivaux italiens en contre-la-montre : il se classe second à Urbino (10e étape) derrière le spécialiste Marzio Bruseghin. Quatrième du classement général, il est désormais le mieux classé des favoris pour la course au maillot rose, malgré une blessure au poignet sans grandes conséquences. Les Dolomites permettent à Riccardo Riccò et Emanuele Sella de passer à l'offensive, mais les écarts restent réduits. Au passo Fedaia (15e étape), Contador endosse son premier maillot rose, après avoir été en difficulté mais limité les écarts à l'arrivée. Le lendemain, le contre-la-montre de Plan de Corones lui permet d'accroître légèrement son avance sur Ricco, Di Luca et Denis Menchov, sans parvenir à créer un écart définitif : tous ont moins de 3 minutes de retard. L'ultime arrivée au sommet, au Monte Pora (19e étape), est mouvementée : Di Luca lance une offensive de longue haleine et Ricco distance Contador dans les derniers kilomètres, de sorte que ce dernier sauve son maillot pour quatre secondes. La dernière étape de montagne, comprenant le redouté Passo del Mortirolo ne change pas la situation : Di Luca flanche et Ricco ne parvient pas à attaquer Contador. Le dernier contre-la-montre, dans les rues milanaises, ne fait qu'accroître l'écart entre Contador et Ricco, peu à son avantage sur ce terrain. Contador remporte donc le Tour d'Italie dès sa première participation et sans avoir pu le préparer dans les conditions optimales. Il renonce ainsi à participer au Dauphiné.
En août, il participe aux Jeux olympiques de Pékin. Le 9 août, il prend part à la course en ligne, qu'il abandonne en fin de course à cause de la chaleur et de l'humidité. Quatre jours plus tard, le 13 août, il prend part au contre-la-montre et termine 4e à 8 secondes du podium. 

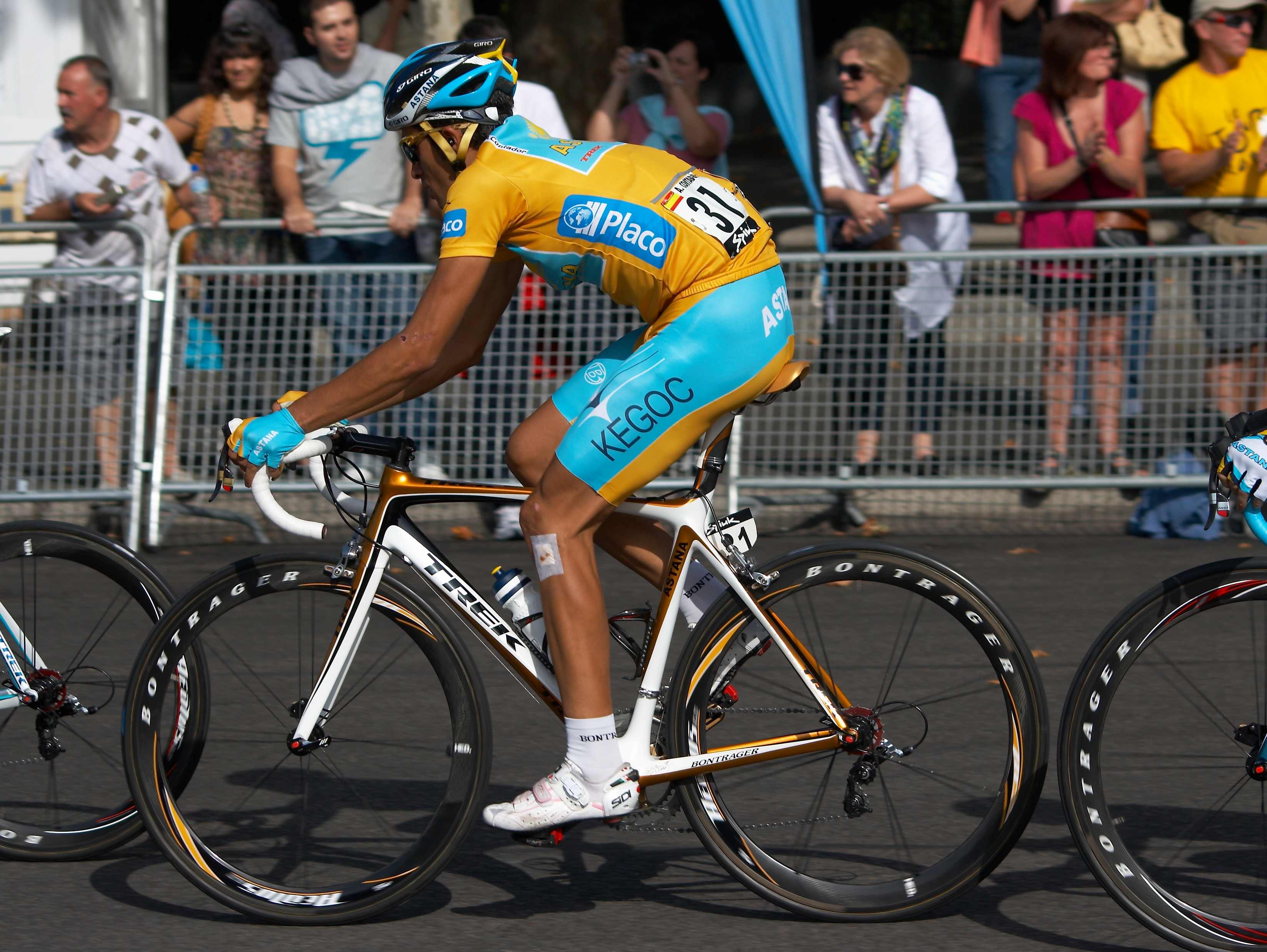
Lors de la du Tour d'Espagne 2008.

En septembre, Alberto Contador remporte le Tour d'Espagne devant son coéquipier Levi Leipheimer et le dernier vainqueur du Tour de France, Carlos Sastre. Lors de cette Vuelta, Contador part comme grand favori après ses victoires dans le Tour et le Giro, avec Sastre et Valverde. Lors de l'étape menant à l'Alto de l'Angliru (col réputé le plus difficile du monde), Astana contrôle la course et impose le rythme en faisant rouler Klöden, Rubiera et Leipheimer, arrivant à distancer les principaux favoris. Après avoir été le seul avec Joaquim Rodríguez à suivre une accélération de Valverde, Contador lâche ses compagnons d'échappée pour remporter cette étape et s'emparer du maillot de leader. Le lendemain, il récidive et remporte l'étape de Fuentes de Invierno en profitant d'un excellent travail de Mosquera et conforte ainsi sa place de leader. Lors de la dernière semaine, malgré une chute sans gravité, il contrôle la course avec son équipe jusqu'au dernier contre-la-montre en côte sur les pentes du Navacerrada où il ne concède qu'une trentaine de secondes à son coéquipier Leipheimer et reprend du temps à tous ses rivaux. Il remporte le lendemain sa première Vuelta avec 46 secondes d'avance sur Leipheimer et plus de quatre minutes sur Sastre. Il remporte également le classement du combiné. Il devient le cinquième coureur à remporter les trois grands Tour après Jacques Anquetil, Felice Gimondi, Eddy Merckx et Bernard Hinault. Il est avec Eddy Merckx en 1973 et Giovanni Battaglin en 1981 l'un des trois coureurs à avoir fait le doublé Vuelta-Giro la même année.
Une semaine plus tard, il participe à la course en ligne des championnats du monde à Varèse, mais abandonne durant l'épreuve. À la fin de la saison, il remporte un 2e Vélo d'or mondial.

#### 2009: deuxième victoire sur le Tour de France

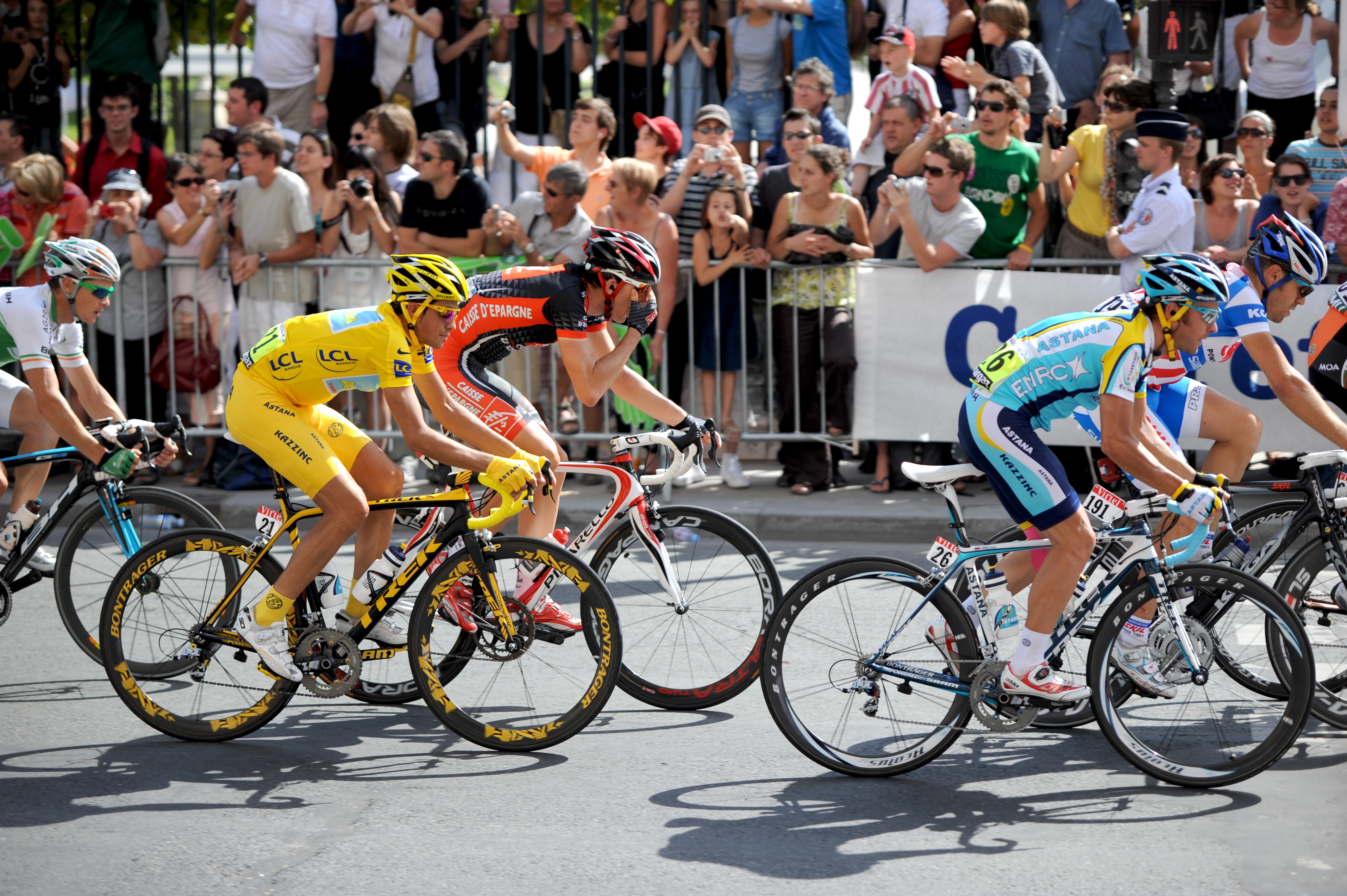
Alberto Contador (maillot jaune) à Paris lors de la dernière étape du Tour de France 2009.

Alberto Contador aborde l'année 2009 avec en point de mire le Tour de France, dont il est le grand favori. Lance Armstrong, son coéquipier sur le retour, est annoncé comme son grand rival. Dès le début de saison, Contador montre sa suprématie en remportant le tour de l'Algarve au Portugal. Il prend le départ de Paris-Nice en grand favori, et remporte successivement la première étape contre-la-montre et l'étape reine au sommet de la montagne de Lure. Cependant, victime d'une défaillance dans la 7e étape, il perd la course au profit de Luis León Sánchez et termine quatrième.
Il se rassure pourtant très vite en prenant dès la semaine suivante la deuxième place du Tour de Castille-et-León puis en remportant le Tour du Pays basque avec deux étapes à la clé. Il finit troisième du Critérium du Dauphiné libéré en juin, puis remporte le championnat d'Espagne du contre-la-montre.

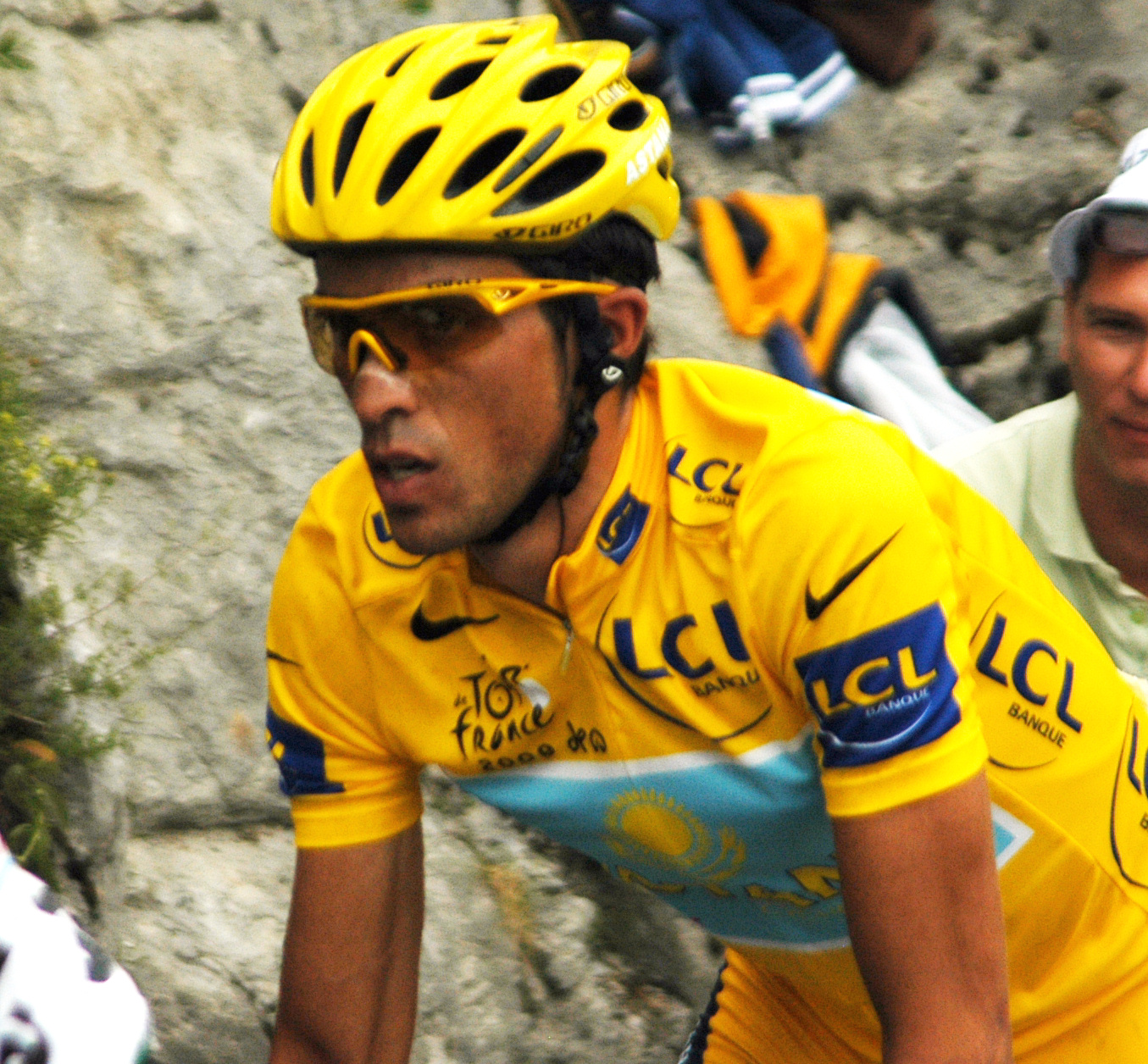
Lors de la du Tour de France 2009.

Arborant de ce fait les couleurs de son pays au départ de la première étape du Tour de France à Monaco, Contador termine 2e du contre-la-montre, derrière le spécialiste, Fabian Cancellara. Après avoir terminé en tête du pointage intermédiaire de la côte de Beausoleil, Contador est maillot à pois provisoire. Il perd 40 secondes dans la bordure de La Grande-Motte, comme tous les autres favoris excepté son coéquipier Lance Armstrong. Son équipe Astana remporte le contre-la-montre par équipe. À Arcalis, pour la 1re étape de montagne, Contador attaque à 2 km de l'arrivée et passe deuxième du classement général, 2 secondes devant Armstrong. Lors de la 15e étape reliant Pontarlier à Verbier, il attaque à 5 km du sommet, s'impose en solitaire et s'empare du maillot jaune. Ensuite, lors de la 17e étape, durant l'ascension du col de Romme, les frères Schleck attaquent. Il est le seul, avec Andreas Klöden (son coéquipier chez Astana), à répondre à leur attaque. Contador attaque à son tour dans le col de la Colombière. Il se retrouve seul en tête mais se relève car Klöden ne l'a pas suivi. Seuls les frères Schleck le rattrapent. À l'arrivée au Grand-Bornand, il termine 2e derrière Fränk Schleck et devant son frère Andy. Il continue, ensuite, de dominer le Tour en remportant la 18e étape contre-la-montre autour du lac d'Annecy, augmentant encore les écarts sur ses poursuivants, Andy Schleck et Lance Armstrong. Dans la montée du mont Ventoux, il répond aux nombreuses attaques d'Andy Schleck et finit dans le groupe des favoris, assuré d'être maillot jaune à Paris. Lors de la cérémonie procolaire sur les Champs-Élysées, c'est l'hymne national du Danemark qui salue, par erreur, la victoire finale de Contador, à la place de l'hymne national espagnol. 

À la fin de la saison, il remporte le classement mondial de l'UCI devant ses compatriotes Alejandro Valverde et Samuel Sánchez ainsi qu'un nouveau Vélo d'or mondial. Longtemps pressenti chez Caisse d'Épargne, Alberto Contador annonce qu'il restera chez Astana la saison prochaine le 19 novembre,.

#### 2010: troisième victoire sur le Tour de France

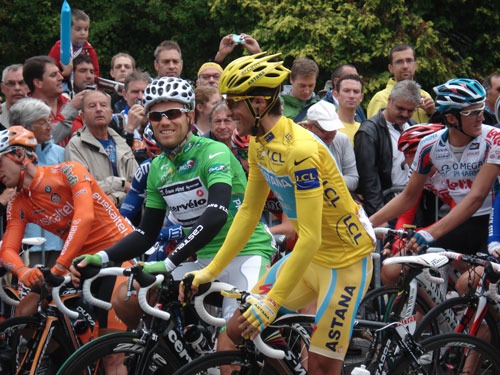
Au départ de la du Tour de France 2010.

Victorieux de l'étape reine du Tour de l'Algarve, il remporte pour la deuxième année consécutive cette épreuve portugaise, devant son rival Luis León Sánchez et le Portugais Tiago Machado.
Il se présente en grand favori au départ du Paris-Nice. Quatrième du prologue à six secondes de Lars Boom (Rabobank), il est piégé par une bordure initiée par les Caisse d'Épargne, en tout début de semaine. Il concède alors 17 secondes sur un groupe de favoris comprenant Jens Voigt (Saxo Bank) ainsi que les deux coéquipiers espagnols Alejandro Valverde et Luis León Sánchez. Très remuant à l'occasion de l'arrivée à Aurillac où il se classe sixième, c'est après sa victoire au sommet de la côte de la Croix Neuve à Mende qu'il s'empare du maillot jaune. Alejandro Valverde tente jusqu'à l'arrivée à Nice de revenir sur Contador au gré de bonifications, mais échoue finalement à 11 secondes.
En mars, Alberto Contador modifie son calendrier. Il renonce au Tour de Catalogne et au Tour du Pays basque et participe au Critérium international les 27 et 28 mars dans le sud de la Corse pour se préparer au Tour de France,. Le premier jour, il ne parvient pas à accélérer dans la montée finale du col de l'Ospédale. Cet échec est attribué à un « problème d'allergie ». Il termine deuxième du contre-la-montre le lendemain à Porto-Vecchio. Sur le Tour de Castille-et-León, il ne parvient pas à suivre Igor Antón qui remporte l'étape reine et s'empare du maillot de leader. Contador remporte la dernière étape (contre-la-montre) et gagne ce tour. En avril, il dispute la Flèche wallonne qu'il termine troisième. Il participe également à Liège-Bastogne-Liège, qu'il termine à la neuvième place, avec les principaux favoris, tout en ayant contribué à la victoire de son coéquipier, Alexandre Vinokourov.

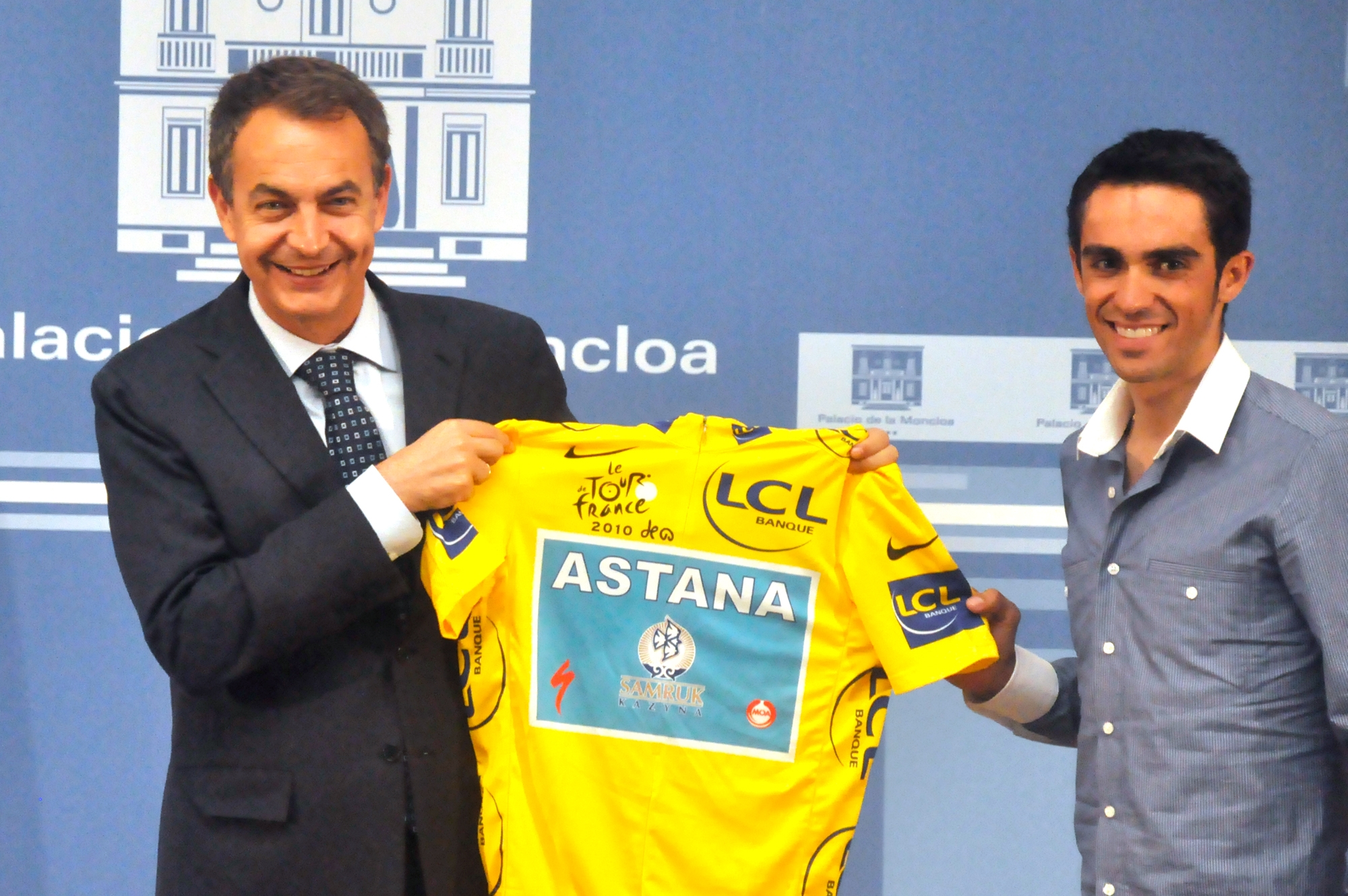
Alberto Contador avec le président du gouvernement espagnol, José Luis Rodríguez Zapatero, le 26 juillet 2010.

En juin, il s'aligne sur le Critérium du Dauphiné. S'imposant d'emblée lors du prologue, il perd la première place du classement lors du contre-la-montre de Sorgues au profit du Slovène Janez Brajkovič. Il n'arrive pas à distancer le Slovène par la suite, ce qui ne l'empêche pas de décrocher une victoire d'étape à l'Alpe d'Huez. Il termine finalement l'épreuve à la seconde place devancé par Brajkovič d'une minute 41 secondes.
Alberto Contador arrive sur le Tour en grand favori. Il se classe 6e du prologue de Rotterdam. Lors de l'étape d'Arenberg, très risquée pour lui en raison de la présence de pavés, Contador arrive 13e (en ayant roulé les 30 derniers kilomètres avec une roue voilée) et limite la casse, mais perd du temps sur Cadel Evans et Andy Schleck. Ce dernier attaque à Avoriaz et reprend 10 secondes supplémentaires à l'Espagnol. Un nouveau duel se profile entre le Luxembourgeois et Contador. Les deux hommes partent ensemble dans le col de la Madeleine et finissent dans le même temps à Saint-Jean-de-Maurienne, juste derrière les échappés. À Mende, Contador attaque et reprend les 10 secondes perdues sur Schleck à Avoriaz, mais doit céder la victoire d'étape à Joaquim Rodríguez. Au Port de Balès, Schleck attaque mais est victime d'un saut de chaîne et Contador reprend le maillot jaune. Lors de la 17e étape, arrivant au Tourmalet, Andy Schleck attaque à 10 km de l'arrivée et il est le seul à répondre. Les deux hommes continuent l'ascension ensemble. Contador attaque à son tour, à 4 km du sommet mais ne parvient à distancer Schleck et lui laisse la victoire d'étape au sommet. Lors du chrono de Pauillac, il conforte son avance sur Schleck de 31 secondes. Il remporte ainsi son troisième Tour de France avec 39 secondes d'avance sur Andy Schleck.
Le 28 juillet, il annonce qu'il ne renouvelle pas son contrat avec Astana. Le 3 août, Bjarne Riis annonce que Contador rejoindra son équipe pour deux ans, la Saxo Bank, qui devient Saxo Bank-Sungard en 2011, avec ses coéquipiers Daniel Navarro, Jesús Hernández Blázquez et Benjamín Noval, avec l'ambition de devenir le premier cycliste à remporter les trois grands tours lors d'une même saison.

#### 2011: deuxième victoire sur leGiro, défaite sur le Tour

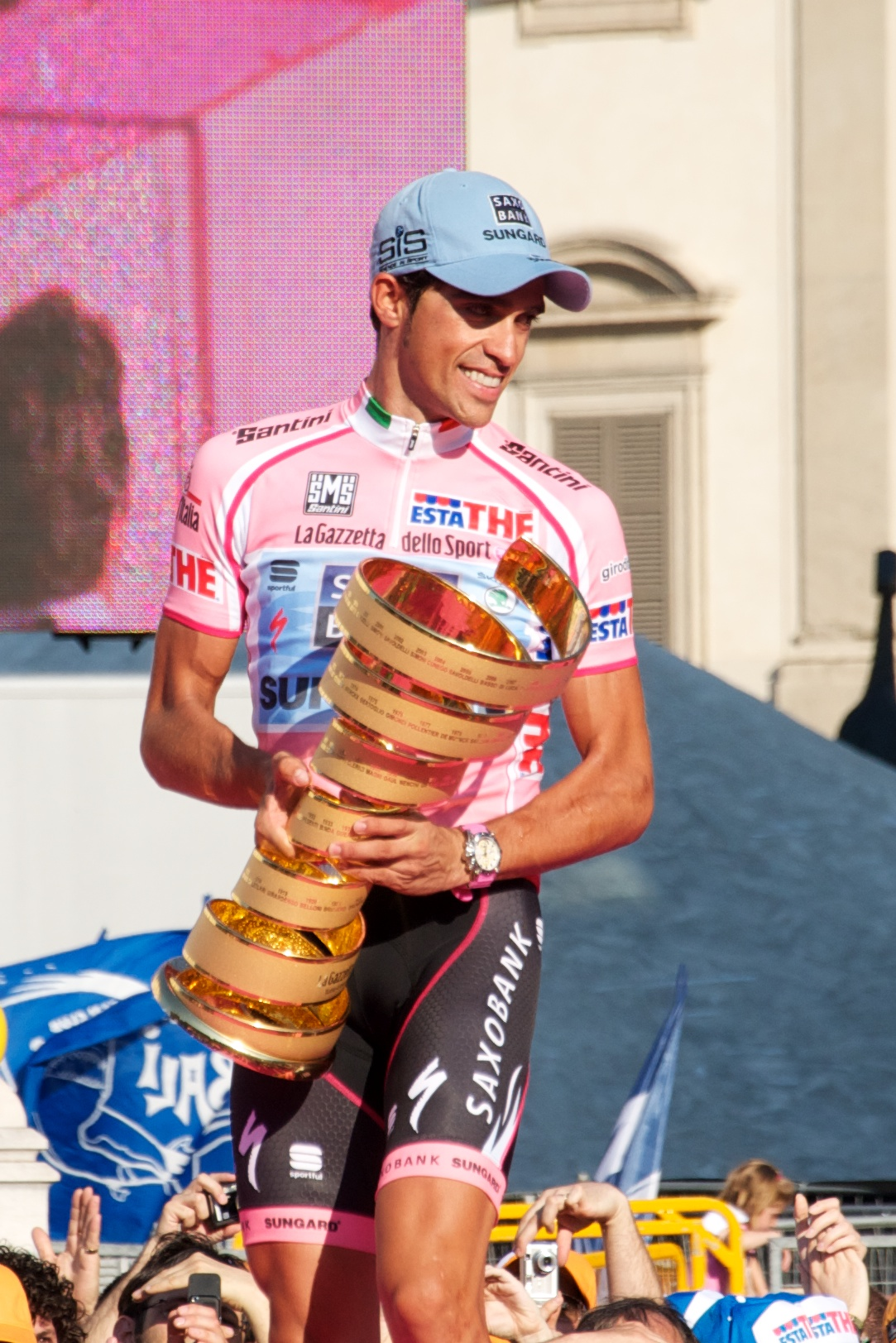
Alberto Contador célèbre sa victoire du Tour d'Italie 2011 sur la piazza del Duomo à Milan avec le maillot rose et la coupe.

Autorisé à courir, malgré un contrôle positif sur le Tour de France, Alberto Contador commence sa saison au Tour de l'Algarve, où il termine à la quatrième place du classement général. La semaine suivante, il remporte deux étapes et le classement final du Tour de Murcie. Le 21 mars, il prend le départ du Tour de Catalogne. Il gagne aisément l'étape reine en Andorre, dans la station de Vallnord (Pal), devançant Michele Scarponi et Levi Leipheimer de 23 secondes. Il endosse du même coup le maillot de leader du classement général. Les étapes suivantes ne changeant rien au classement général, Contador s'impose finalement devant Scarponi. En avril, il participe au Tour de Castille-et-León. Lors de la 3e étape, il est victime de deux crevaisons et se retrouve complètement décroché au classement général. Malgré tout, il gagne la quatrième étape, courue contre-la-montre, et termine 24e au classement général. Il prend la onzième place de la Flèche wallonne en étant diminué par une allergie.
En mai, il est au départ du Tour d'Italie dont il est le favori. Lors de le 8e étape arrivant à Tropea, il attaque, en compagnie d'Oscar Gatto, dans le mur situé à 2 km de l'arrivée et termine 2e de l'étape et prend 17 secondes aux autres favoris. Ensuite, il attaque, encore, la neuvième étape à 9 km de l'arrivée se situant au sommet de l'Etna, s'impose en solitaire et prend à cette occasion le maillot rose de leader. Il attaque de nouveau durant la treizième étape et laisse la victoire à José Rujano, en écrasant ses autres adversaires : le deuxième au classement général, Vincenzo Nibali, est relégué à plus de 3 minutes. Le lendemain, Alberto Contador est distancé sur les pentes du Monte Zoncolan par Igor Antón, mais accroit légèrement son avance sur Vincenzo Nibali. Il attaque, une nouvelle fois, dans la quinzième étape à 4 km de l'arrivée et relègue Vincenzo Nibali, entre autres, à près de 2 minutes. Il remporte la seizième étape (contre-la-montre) devant Vincenzo Nibali et Michele Scarponi. Il dédie sa victoire au cycliste espagnol Xavier Tondo, mort la veille dans un accident domestique. Lors de la dix-neuvième étape, il attaque dans la montée vers Macugnaga et offre la victoire à son ancien équipier chez Astana, Paolo Tiralongo. Lors de la vingt-et-unième étape (contre-la-montre), il termine troisième et remporte son deuxième Giro, ainsi que le classement par points. Lors de la cérémonie protocolaire à Milan, c'est l'hymne franquiste qui salue, une nouvelle fois par erreur, la victoire finale de Contador.

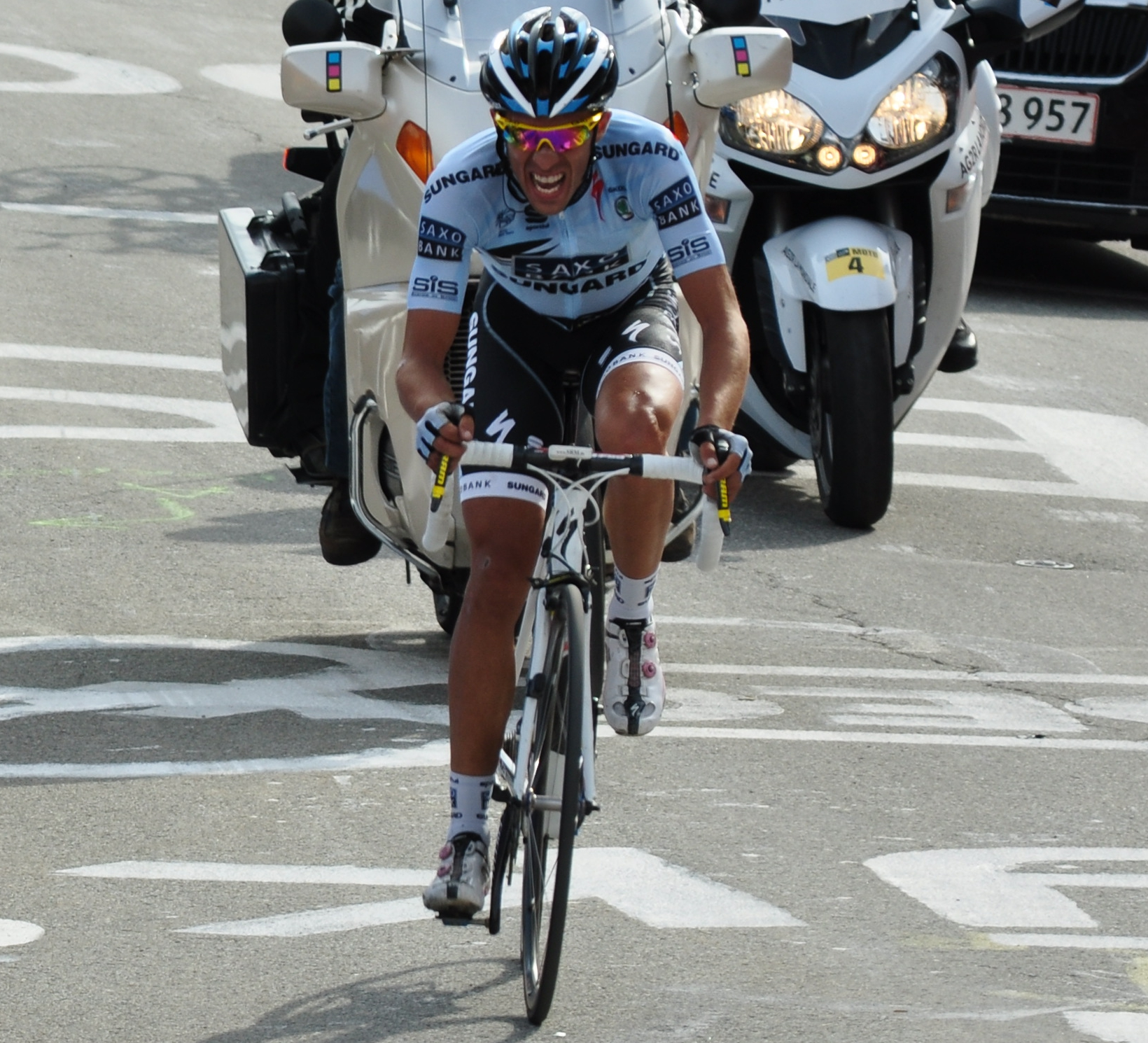
Alberto Contador pendant le Tour de France 2011 à L'Alpe d'Huez, lors de la.

Ensuite, il part en repérage pour le Tour, début juin, à Risoul dans le département des Hautes-Alpes. De retour à Pinto, sa ville natale, il annonce sa participation aux championnats d'Espagne sur route et au Tour de France. Le 24 juin, il échoue à la troisième place lors du championnat d’Espagne du contre-la-montre derrière Luis León Sánchez et Jonathan Castroviejo. Le 26 juin, il termine deuxième du championnat d'Espagne sur route derrière José Joaquín Rojas qui le bat au sprint. Ce qui fait de lui le seul coureur à ramener deux médailles en Espagne.
Contador arrive au Tour de France en tant que favori. Lors de la présentation des équipes au Puy du Fou, il est sifflé par une partie du public. Contador est pris dans un groupe retardé par une chute et laisse une minute à ses principaux rivaux dès la première étape. Le lendemain, lors de la 2e étape (contre-la-montre par équipes), accompagné de son équipe, la Saxo Bank-Sungard, il perd de nouveau 20 secondes. Lors de la 4e étape, il attaque dans le final de l'étape à Mûr-de-Bretagne, mais est battu par Cadel Evans, de quelques centimètres. Le lendemain, il chute sans gravité lors de la 5e étape. Il attaque, de nouveau, lors de la 8e étape vers Super-Besse sans parvenir à distancer ses adversaires. Lors de la 9e étape, Alberto Contador chute après avoir cogné la selle de Vladimir Karpets avec son guidon, puis remonte sur son vélo ; à l'arrivée, il se plaint de douleurs au genou droit. Lors de la 12e étape dont l'arrivée est située à Luz-Ardiden, Contador cède une trentaine de secondes sur Fränk Schleck et une dizaine de secondes sur son frère Andy Schleck, sur Cadel Evans et sur Ivan Basso, ses principaux adversaires. Lors de la 16e étape, il attaque dans le col de Manse. Seuls Cadel Evans et Samuel Sánchez reussissent à le suivre et il reprend du temps aux frères Schleck et à Ivan Basso au classement général. Il attaque, de nouveau à deux reprises lors de la 17e étape, dans la côte de Pramartino, et parvient, avec Samuel Sánchez à distancer les autres favoris dans la descente. Mais, ils sont rattrapés juste avant l'arrivée à Pignerol. Lors de la 18e étape, il est victime d'une défaillance à 2 km de l'arrivée au col du Galibier et perd près de deux minutes sur les autres favoris. Le lendemain, lors de la 19e étape, il attaque dès la première ascension, le col du Télégraphe. Seul Andy Schleck peut le suivre parmi les favoris. Ils vont, rapidement, rattraper les échappés dans cette ascension. Mais ils sont rattrapés à 25 km de l'arrivée. Il attaque de nouveau au pied de L'Alpe d'Huez mais, il est rattrapé à 3 km de l'arrivée par Samuel Sánchez et Pierre Rolland. Il ne peut pas répondre à l'attaque de ce dernier à 1 km de l'arrivée et termine 3e de l'étape à 23 secondes de Pierre Rolland et à 9 secondes de Samuel Sánchez. Il remporte, néanmoins, le prix de la combativité de l'étape. Le lendemain, lors de la 20e étape, il termine 3e à 1 minute 6 secondes de Tony Martin et remonte à la 5e place du classement général final à 3 minutes 57 secondes du vainqueur, Cadel Evans. Le soir de l'arrivée du Tour à Paris, il annonce ne pas participer au Giro en 2012 pour se concentrer sur le Tour, pour le remporter de nouveau,.

#### 2012: suspension, retour et deuxième victoire sur laVuelta
Contador reprend la compétition le 23 janvier au Tour de San Luis et remporte deux jours plus tard, la 3e étape, sa première victoire de la saison, au sommet du Mirador del Potrero (es) en devançant Levi Leipheimer sur la ligne et prend la tête du classement général. Après avoir perdu la tête du classement général lors de la 4e étape contre-la-montre, Contador remporte la 5e étape au sommet du Mirador del Sol en solitaire. À l'arrivée à San Luis, le 29 janvier, il termine 2e du classement général.
Le 6 février, Contador est suspendu deux ans et déchu de sa victoire dans le Tour de France 2010 par le Tribunal arbitral du sport. Ses victoires acquises en 2011 et début 2012 sont également annulées,. Sa suspension prend fin le 5 août 2012. Le 8 juin 2012, l'équipe Saxo Bank annonce qu'Alberto Contador courra sous ses couleurs jusqu'en 2015.
La suspension d'Alberto Contador prenant fin le 5 août, il reprend la compétition le lendemain à l'Eneco Tour. Il y prend la quatrième place du classement général.
Le 18 août, il prend le départ du Tour d'Espagne en tant que favori tout comme ses deux compatriotes : Joaquim Rodríguez (2e du Giro) et Alejandro Valverde ainsi que le Britannique Christopher Froome (2e du Tour). Dans les étapes de montagne des deux premières semaines, il attaque à plusieurs reprises mais en vain. De plus, il perd du temps sur Joaquim Rodríguez à cause des bonifications à l'arrivée et ce, malgré sa deuxième place lors de la 11e étape contre-la-montre qui l'avait vu revenir à 1 seconde de Rodríguez au classement général. Mais le 5 septembre, lors de la 17e étape menant à Fuente Dé, alors qu'il possède 28 secondes de retard sur Joaquim Rodríguez au classement général au départ de l'étape, Contador attaque dans le col de la Hoz et rejoint les échappés à 40 km de l'arrivée. Dans la dernière montée, il lâche ses derniers compagnons d'échappée, bien aidé par son ancien coéquipier de chez Astana l'Italien Paolo Tiralongo, pour s'imposer en solitaire et reprendre le maillot rouge de leader à Joaquim Rodríguez, impuissant, qui termine à 2 min 38 s. Lors de la 20e étape, dans la montée finale vers la Bola del Mundo, Contador craque dans les derniers kilomètres mais il ne perd que 19 secondes sur Valverde et 44 secondes sur Rodríguez ce qui lui permet de conserver la tête du classement général. Le lendemain, le 9 septembre à Madrid, il remporte la course en devançant Valverde d'1 min 16 s et Rodríguez d'1 min 37 s.
Le 19 septembre, il participe à l'épreuve contre la montre des championnats du monde, et prend la neuvième place. Il prend ensuite, le 23 septembre, la 38e place de la course en ligne en ayant lancé une attaque dans le Cauberg à quatre tours de la fin.
Le 26 septembre, il remporte sa première course professionnelle d'un jour, Milan-Turin.

#### 2013: défaite sur le Tour
Au mois de juin, Alberto Contador prend part au centième Tour de France. Il y nourrit de grandes ambitions. Il est désigné leader par sa formation Saxo-Tinkoff. Tout au long des trois semaines de courses, il subit la domination du Britannique Christopher Froome notamment lors de l'étape du Mont Ventoux. Il tient bon à sa deuxième place, mais lors de la dernière étape alpestre emmenant les coureurs au sommet du Semnoz, Nairo Quintana et Joaquim Rodríguez lancent une attaque fatale à Alberto Contador qui terminera à plus de 2 minutes de ces deux adversaires luttant pour un podium final.

#### 2014: abandon sur le Tour, troisième victoire sur laVuelta

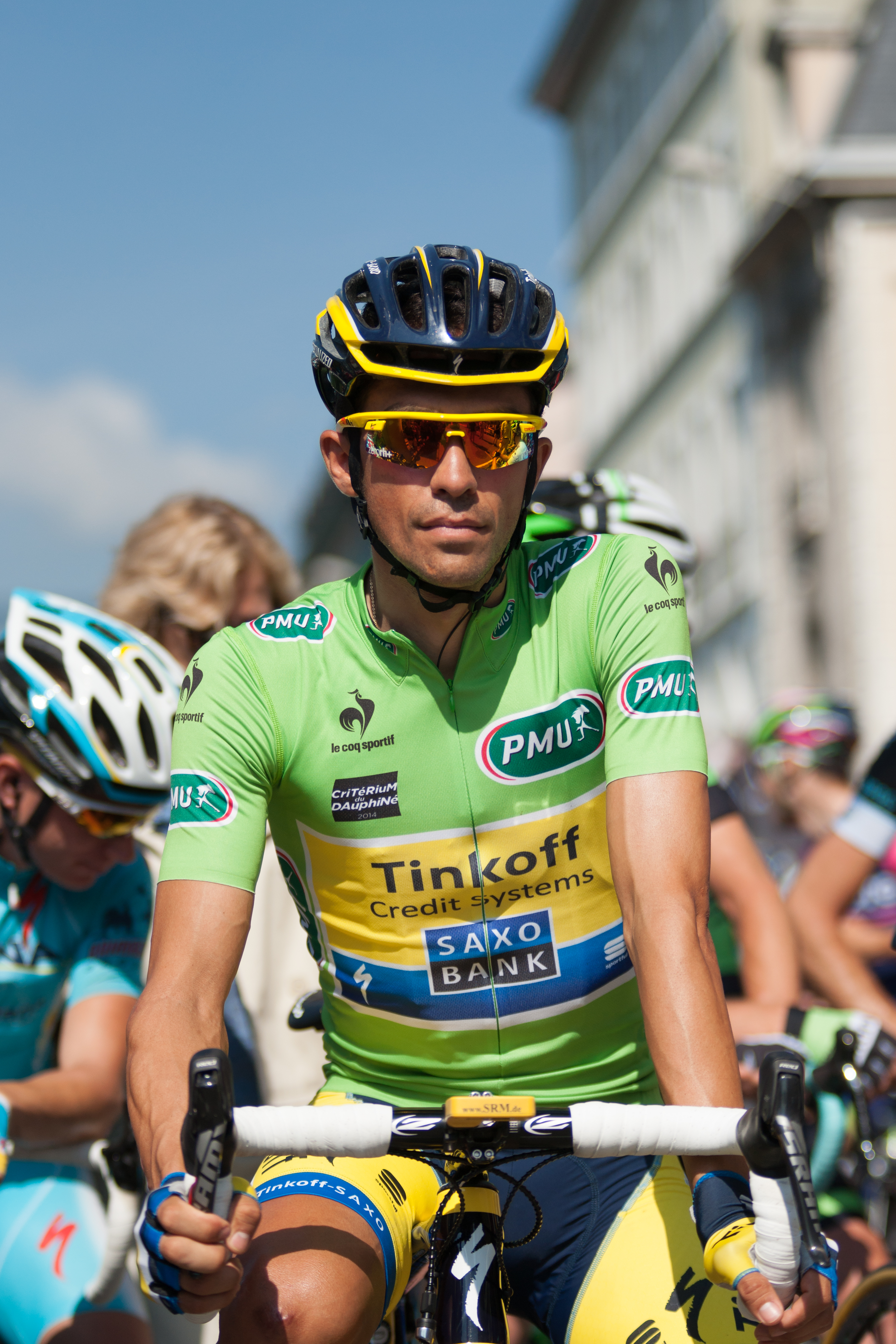
Contador avec le maillot vert lors du Critérium du Dauphiné 2014.

Premier déçu par sa saison 2013, Alberto Contador annonce un programme de courses pour 2014 dans lequel ne figurent pas les classiques ardennaises, qu'il ne considère pas comme une bonne préparation au Tour. Il renoue avec la victoire lors d'une arrivée au sommet au Tour de l'Algarve, qu'il termine deuxième au général. En mars, il participe à sa première course World Tour de l'année au Tireno-Adriatico, où il gagne en altitude la quatrième étape devant Nairo Quintana. Lors de la cinquième étape, il part seul à la poursuite de quatre échappés, avant de prendre le large dans le « mur » de Guardiagrele, 600 mètres à 22 % de moyenne et des pics à 30 %. Il s'impose donc pour la deuxième fois consécutive et prend par la même occasion le maillot bleu de leader avec plus de 2 minutes d'avances sur son dauphin le Colombien Nairo Quintana. Deux jours plus tard, n'ayant pas de bouleversement au classement général, Alberto Contador remporte pour la première fois de sa carrière Tirreno-Adriatico. Au Tour de Catalogne, Alberto Contador fait figure de favori avec Joaquim Rodríguez et Christopher Froome. Lors de la troisième étape, il termine deuxième à quelques secondes de Rodriguez mais surtout devant Froome et Quintana. Le lendemain, lors de l'étape reine de ce Tour de Catalogne remportée par Tejay van Garderen, il reprend une seconde à Joaquim Rodríguez dans des conditions climatiques dantesques mais c'est insuffisant pour s'emparer du maillot de leader. Il finit deuxième derrière Rodríguez et devant Tejay van Garderen. Contador prend part au Tour du Pays basque, dernière course de sa première partie de saison. Dès la première étape, Valverde attaque dans la dernière ascension, Contador le suit un moment puis le contre et résiste jusqu'à l'arrivée pour s'imposer avec quatorze secondes d'avance sur Valverde et 34 sur Kwiatkowski. Dans la quatrième étape, Contador attaque plusieurs fois dans la dernière montée mais finit avec les favoris. Lors de la dernière étape, un contre-la-montre, Contador réalise un excellent chrono terminant à seulement 7 secondes de Tony Martin mais surtout repousse Valverde à une minute et sept secondes. Il s'adjuge donc ce Tour du Pays basque 2014, sa troisième victoire dans cette épreuve. Très satisfait de sa première moitié de saison, Contador reprend la compétition au Critérium du Dauphiné. 
Au départ de cette course, qui est sa dernière avant le Tour de France, il est le favori avec Christopher Froome et Vincenzo Nibali. Contador commence par prendre la deuxième place du prologue, à 8 secondes de Froome. Le lendemain, il est le seul à le suivre dans les derniers hectomètres avant l'arrivée au col du Béal, où il termine dans sa roue. Contador attaque lors de la cinquième étape, dans la descente du col de La Morte, et prend rapidement une avance approchant la minute. Il faut un travail important des équipiers de Christopher Froome lors de la côte de Laffrey pour le reprendre. Contador finit l'étape dans le même temps que son adversaire. Puis, lors de la septième étape arrivant au sommet de la montée de Finhault-Emosson, il place une attaque décisive à 2 kilomètres de l'arrivée et distance le groupe maillot jaune. À l'arrivée, il a distancé Talansky de 18 secondes et le duo Froome-Hesjedal de 20 secondes, ce qui lui permet de prendre la tête du classement général avec 8 secondes d'avance sur Christopher Froome et 39 sur Talansky. Le dernier jour, il se fait surprendre par Talansky parti dans une échappée et rétrograde au deuxième rang final.
Il abandonne durant la 10e étape du Tour de France après une sévère chute au Petit Ballon entraînant un trait de fracture sur le haut du tibia.
Annoncé forfait pour le Tour d'Espagne pendant plusieurs semaines, il prend finalement le départ de Jerez de la Frontera le 23 août. Lors du contre-la-montre par équipes, il cède 19 secondes sur Nairo Quintana et Alejandro Valverde les deux leaders de l'équipe Movistar. Sa formation prend cependant 8 secondes sur l'équipe Sky de Christopher Froome, et 19 secondes sur les Katusha de Joaquim Rodríguez. Lors de la 6e étape, première étape de montagne et arrivée en altitude, il termine troisième, dans le même temps que Valverde, vainqueur de l'étape, et Froome. Trois jours plus tard, Alberto Contador attaque à 2,2 km de l'arrivée de la 9e étape, jugée à Aramón Valdelinares. Rodríguez et Quintana attaquent à leur tour et parviennent à rattraper l'Espagnol sur la ligne. Le Colombien s'empare du maillot rouge de leader, trois secondes devant Alberto. Au lendemain du premier jour de repos, il prend la quatrième place du contre-la-montre de 36,7 kilomètres à 39 secondes de Tony Martin et s'empare du maillot rouge de leader alors que Quintana a perdu quatre minutes en ayant subi une lourde chute. Après quelques étapes qui n'ont pas créé des différences, mis à part via les bonifications, il obtient son premier succès sur cette Vuelta lors de la seizième étape au sommet après avoir attaqué Christopher Froome à un kilomètre du but et élargit son avance au classement général sur Valverde et Froome. Lors de la vingtième étape menant les coureurs au col d'Ancarès, Froome fait à nouveau le ménage, Valverde est lâché et seul Contador peut suivre. À 900 mètres de l'arrivée, après une dernière attaque du vainqueur du Tour 2013, Contador contre attaque et gagne la seconde plus grosse étape de montagne de cette Vuelta. Il conserve sa première place et remporte ainsi son troisième tour d'Espagne et son sixième grand tour.
Pendant cette Vuelta, Contador annonce ne pas disputer les Championnats du monde qui ont lieu en Espagne, à Ponferrada. Il est cependant présélectionné mais ne figure pas dans la sélection finale. En fin de saison, il est lauréat du Vélo d'or pour la quatrième fois. Il devance Vincenzo Nibali et Alejandro Valverde.

#### 2015: succès auGiro

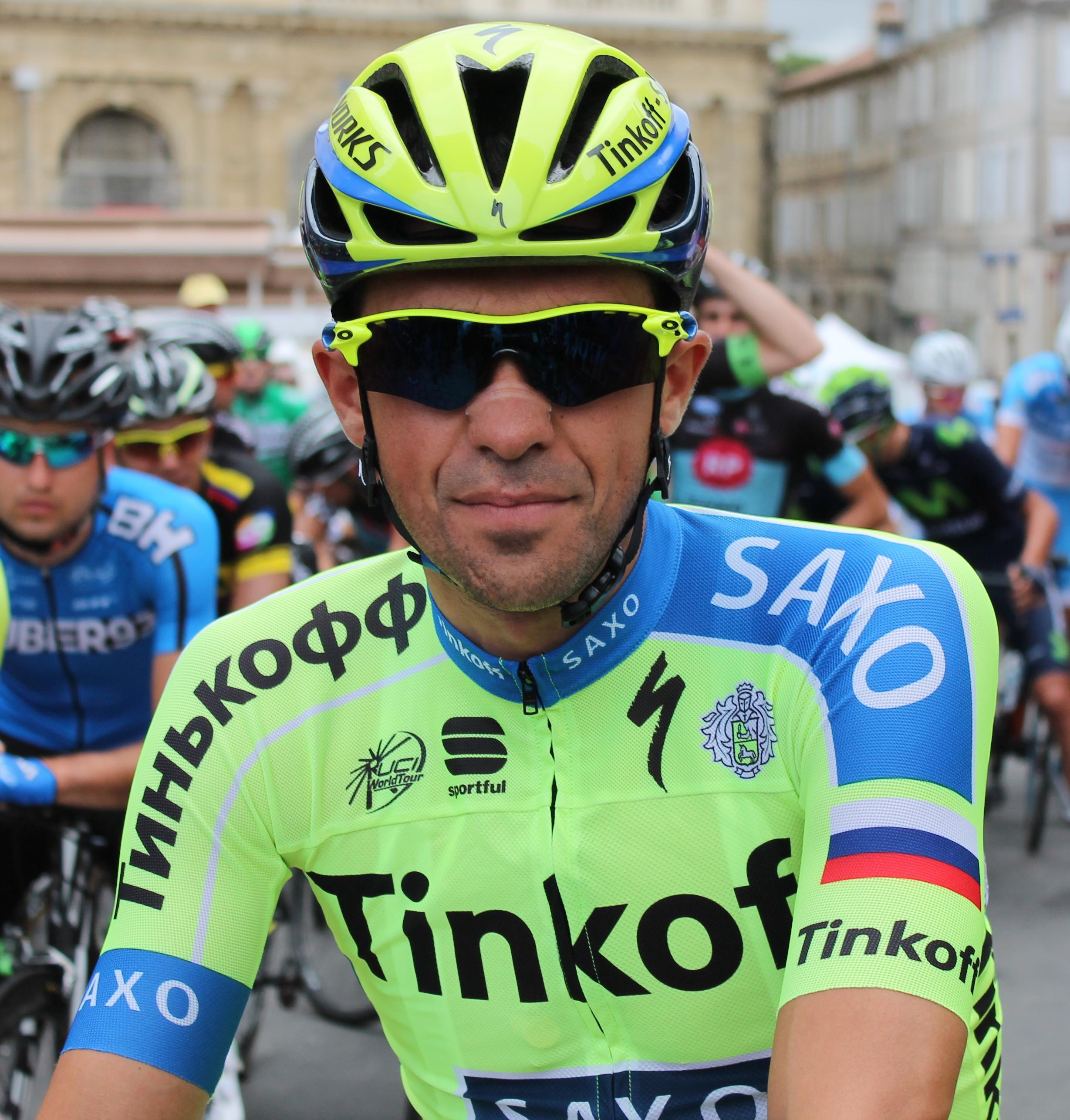
Alberto Contador lors de la Route du Sud 2015.

Pour cette saison 2015, il partage le leadership de l'équipe avec le sprinteur slovaque Peter Sagan. Il déclare vouloir réaliser le doublé Tour d'Italie-Tour de France, durant une année qui sera l'une de ses dernières au haut niveau. Alberto Contador lance sa saison sur le Tour d'Andalousie. Il endosse le maillot de leader dès le deuxième secteur de la première étape à l'issue du contre-la-montre où il finit quatrième. Il remporte sa première victoire de la saison lors de la troisième étape finissant devant son adversaire direct Froome. Il conserve son maillot de leader et endosse par la même occasion le maillot bleu par points. Il perd les commandes du classement général le lendemain en raison du succès de Froome lors de la quatrième étape. Il perd ce Tour d'Andalousie pour deux secondes. 
Il dispute par la suite Tirreno-Adriatico qu'il termine 5e et le Tour de Catalogne dont il finit 4e.
Le 13 mai 2015, il endosse le maillot rose de leader au Tour d'Italie à l'issue de la cinquième étape. Il finit par remporter ce Giro malgré une impressionnante équipe Astana face à lui. Il cède une journée son maillot rose à Fabio Aru à la suite d'une chute lors de la treizième étape. Il récupère ce maillot le lendemain grâce à un long contre-la-montre. Alberto Contador accentue un peu plus son avance lors de l'étape-reine du Giro finissant à Aprica, où il réalise un coup de force dans le Mortirolo où il revient sur ses adversaires après une crevaison au pied du col et dépasse Fabio Aru qui cède provisoirement sa seconde place à Mikel Landa, victorieux de l'étape. Contador consolide un peu plus son avance au classement grâce à une attaque dans le dernier col précédant l'arrivée à Verbiana lors de la dix-huitième étape. Mais lors de l'avant-dernière étape finissant à Sestrières, il subit une défaillance dans le col du Finestre, point culminant de ce tour. Cependant, malgré cette frayeur, il parvient à limiter l'écart sur ses poursuivants et garder une avance de deux minutes au classement général, remportant ainsi un nouveau tour d'Italie.
Dans l'optique d'un doublé Giro-Tour, il reprend la compétition le 18 juin à Lourdes pour prendre le départ de la Route du Sud. À l'aise le premier jour, il réalise un Top 10 sur une étape remportée par Steven Tronet sur les hauteurs de Auch. Le surlendemain, il remporte l'étape reine pyrénéenne entre Izaourt et Bagnères-de-Luchon, en devançant de 13 secondes le Colombien Nairo Quintana dans la descente difficile du Port de Balès. À l'issue de la dernière étape disputée entre Revel et Gaillac, et avec l'aide d'une équipe Tinkoff solide avec Michael Rogers ou Ivan Basso, il remporte le classement général final devant Quintana et Pierre Latour. Lors du Tour de France, il ne peut lutter pour la victoire et se classe cinquième d'une édition remportée par Christopher Froome. Après ce Tour, il arrête sa saison après avoir un temps envisagé de participer à la Classique de Saint-Sébastien.

#### 2016: abandon sur le tour de France
En 2015, Alberto Contador annonce que 2016 sera sa probable dernière saison en tant que coureur professionnel. Il cible sa préparation pour arriver en forme sur le Tour de France et sur les Jeux olympiques.
Il commence sa saison au Tour de l'Algarve. Après avoir été légèrement en retrait dans la première étape de montagne, il remporte en solitaire la dernière étape et termine ainsi troisième du classement général. Il prend le départ de Paris-Nice et se classe 27e du prologue à 16 secondes du vainqueur Michael Mattews. Lors de la sixième étape arrivant à la Madone d'Utelle, il attaque à plusieurs reprises sans parvenir à décrocher Geraint Thomas, son principal rival au classement général. Lors de la septième et dernière étape, il attaque à plus de 45 km de l'arrivée et parvient à prendre plus d'une minute d'avance sur Geraint Thomas. Il est cependant repris grâce au travail de l'équipe Sky. Il attaque à nouveau à cinq reprises dans le col d'Èze pour finalement creuser un écart et terminer deuxième de l'étape. Il se classe deuxième de ce Paris-Nice, à quatre secondes de Geraint Thomas. Au Tour de Catalogne, il termine deuxième à sept secondes de Nairo Quintana. Il remporte par la suite pour la quatrième fois le Tour du Pays basque, égalant le record de José Antonio González Linares. Il gagne également le contre-la-montre final. Cette victoire l'amène à reconsidérer l'idée d'arrêter sa carrière en fin d'année. Pour se préparer au mieux pour le Tour de France, Alberto Contador décide de prendre part au Critérium du Dauphiné dont il prend la 5e place finale et remporte la 1re étape, un court contre-la-montre en côte de 4 kilomètres.
En juillet, il prend part au Tour de France, où il connait un début très difficile avec deux chutes lors des deux premières étapes. Il abandonne lors de la 9e étape, le 10 juillet 2016, en raison d'une fièvre et des séquelles de ses chutes, alors qu'il occupe la vingtième place du général, à plus de trois minutes du leader Chris Froome. Au cours de la course, il est annoncé que Contador rejoindra l'équipe Trek-Segafredo pour la saison 2017. L'accord est confirmé par l'équipe en septembre, avec le transfert de son coéquipier Jesús Hernández et du directeur sportif de l'équipe Tinkoff Steven de Jongh.
En août, il remporte le Tour de Burgos, battant à la fois Ben Hermans et Sergio Pardilla d'une seconde seulement. Lors du Tour d'Espagne, son deuxième grand tour de la saison, il échoue au pied du podium en finissant quatrième, derrière Nairo Quintana, Chris Froome et Esteban Chaves.
En fin d'année, il est classé 5e du classement World Tour et 8e du Classement mondial UCI.

#### 2017: dernière année, victoire d'étape sur laVuelta
En 2017, il quitte l'équipe Tinkoff et rejoint l'équipe Trek-Segafredo. Son ancien manager, Oleg Tinkov, témoigne d'ailleurs de son antipathie envers l'espagnol, et critique le peu de résultats que lui a apporté Contador, en le comparant notamment à son coéquipier de chez Tinkoff, Peter Sagan. 
Il réalise un excellent début de saison, malgré tout dénué de la moindre victoire. De sa course de reprise, la Ruta del Sol, au Tour du Pays basque, il enregistre en effet 4 places de dauphin au classement général (Andalousie, Paris-Nice, Tour de Catalogne, Pays Basque). Sur Paris Nice, il fait une échappée de 50 kilomètres lors de la dernière étape au cours de laquelle il est même leader virtuel, mais est battu au sprint par son compatriote David de la Cruz qui le prive de précieuses secondes de bonification, ce qui lui fait manquer la victoire finale pour deux secondes au profit du Colombien Sergio Henao. Il s'aligne ensuite sur le Tour de Catalogne, où il ne peut rien faire face à son rival Alejandro Valverde. Lors du Tour du basque, il a l'occasion de devenir le recordman absolu de victoires. Il est en bonne position de s'imposer une cinquième fois en terre basque puisque, lors du chrono final, il est en avance de quelques secondes au général virtuel sur le maillot jaune Valverde. Mais il réalise une moins bonne seconde partie de parcours que le Murcian, et échoue une nouvelle fois à la deuxième place.
Le 7 août 2017, il annonce qu'il met fin à sa carrière après le Tour d'Espagne. Il remporte la 20e étape, au sommet de l'Angliru. Il devient le seul coureur à avoir gagné deux fois au sommet de l'Angliru. Il reçoit, à l'issue de la dernière étape, le Prix de la combativité pour la troisième fois de sa carrière.

### Après carrière
En 2018, il rejoint la chaîne de télévision Eurosport Espagne, pour qui il commente des courses. 

## Situation familiale
Alberto Contador se marie le 5 novembre 2011 avec Macarena Pescador, après dix ans de vie commune. Le 13 avril 2018, il annonce qu'il a un fils, Luca. En 2022, ils divorcent.
Depuis 2023, il partage sa vie avec Ariana Rius. Le 12 avril 2023 naît sa fille Martina, issue de cette union.

## Fondation Alberto Contador
En 2013, Alberto et son frère Fran Contador lancent la Fundación Alberto Contador, un projet dont les objectifs sont de promouvoir le cyclisme et de faire prendre conscience des caractéristiques de l'Accident vasculaire cérébral.
Le projet gère une équipe cycliste junior (moins de 19 ans) et une équipe espoir (moins de 23 ans). Ivan Basso (directeur) et Jesús Hernández (directeur sportif) appartiennent au projet de départ.

## Affaires de dopage

### Affaire Puerto
Le 30 juin 2006, soit la veille du départ du Tour de France 2006, il est l'un des coureurs cités dans le cadre de l'affaire Puerto par l'UCI. Cette affaire de dopage impliquant une quarantaine de coureurs cyclistes touche particulièrement l'équipe Liberty Seguros-Würth : son propriétaire Manolo Saiz, arrêté, en est l'un des principaux protagonistes et treize de ses coureurs sont cités. Le sponsor Liberty Seguros met fin à son partenariat dès le mois de mai. Jugée indésirable par ASO, son équipe déclare forfait pour le Tour. Toutefois, le 26 juillet, Alberto Contador reçoit une lettre de la justice espagnole qui le blanchit de même que plusieurs de ses coéquipiers (Beloki, Nozal, Davis et Paulinho).
Le 17 août, il est blanchi par l'UCI, comme son coéquipier Sérgio Paulinho. Le 12 décembre, il est parmi les premiers à être entendu par le juge Serrano toujours dans le cadre de l'affaire Puerto. Son audition ne dure qu'une dizaine de minutes. Il déclare ne pas connaître Eufemiano Fuentes et refuse de se soumettre à un prélèvement d'ADN.
La citation temporaire de Contador dans l'affaire Puerto a été rappelée dans les médias durant le Tour de France 2007 qu'il remporte. Des poches de sang par centaines avaient été saisies par la Guardia Civil, au printemps 2006, et de nombreux documents où le médecin consignait traitements et indications pour ses nombreux « clients ». Mais, Contador a bénéficié du soutien de Patrice Clerc, le patron d'ASO, qui a affirmé que Contador était uniquement cité « dans le cadre de conversations téléphoniques pour des résultats de courses » et qu'« en aucun cas le nom de Contador ne pouvait être lié à la clientèle de M. Fuentes ». Selon le journal Le Monde paru le 29 juillet, le nom d'Alberto Contador apparaissait à plusieurs reprises dans ces documents. Dans le dossier d'instruction, auquel Le Monde a eu accès, les enquêteurs notent que « dans le document 3 apparaissent marqués de façon différentes les noms des coureurs : Dariusz Baranowski, Joseba Beloki, Giampaolo Caruso, Alberto Contador (…)  ». Cette pièce fait partie de « la documentation relative aux activités présumées illicites » du docteur Fuentes, saisie dans l'un de ses appartements madrilènes. Les enquêteurs précisent que le nom d'Alberto Contador apparaît également sous les initiales « A. C » dans un autre document de Fuentes. Au dos du document 31 sont situées des annotations manuscrites avec le titre « Individualisation » où sont identifiés divers coureurs de l'équipe Liberty-Seguros par leurs initiales : R. H (Roberto Heras), M. S (Marcos Serrano), J. B (Joseba Beloki) (…), A. C (Alberto Contador). Selon la Guardia Civil, ces documents correspondent à la planification de la saison 2005 de l'équipe Liberty Seguros-Würth". À la différence de Roberto Heras ou de Joseba Beloki, le rapport d'enquête n'a pas révélé d'annotations mentionnant des produits dopants en face du nom d'Alberto Contador. Le cas de Giampaolo Caruso est, en revanche, similaire à celui de Contador. Or si la RFEC n'a pas jugé bon de poursuivre son coureur, le procureur antidopage du CONI a requis deux ans de suspension contre Giampaolo Caruso. « Il est tout à fait anormal que Contador puisse continuer à courir sans être inquiété par l'Affaire Puerto alors que le CONI a demandé deux ans de suspension contre Caruso. Il n'y a pas plus dans le dossier contre Caruso que contre Contador », déclare au journal Le Monde, Jörg Jaksche, ancien équipier de l'Espagnol chez Liberty Seguros-Würth.
Le 30 juillet, un expert allemand de la lutte antidopage, Werner Franke (en) déclare, à la chaîne allemande ZDF, que la victoire de Contador sur le Tour de France 2007 est « la plus grande escroquerie de l'histoire du sport », et qu'il aurait été bénéficiaire d'un « protocole de dopage » qu'il détaille lui-même : « Il a pris des préparations d'insuline, de l'HMG-Lepori (une hormone qui stimule la sécrétion de testostérone) et aussi un produit contre l'asthme nommé TGN ». Contador a cependant nié à plusieurs reprises tout fait de dopage, les 27 et 29 juillet, et s'est dit prêt à se soumettre à des tests ADN pour démontrer son innocence,. Le 4 août, le journal Süddeutsche Zeitung révèle que l'AMA aurait également demandé, à l'expert allemand Werner Franke (en), tous les documents en sa possession concernant le vainqueur du Tour de France dans cette affaire. Le jour même, un cycliste allemand, Jörg Jaksche, ancien coéquipier de Contador chez Liberty Seguros-Würth, se dit prêt à témoigner si l'affaire allait devant le TAS. Le 10 août, Contador nie, de nouveau, tout dopage. Ce même jour, on apprend que Werner Franke (en) aurait envoyé ses documents sur Contador à l'AMA. Finalement, l'AMA n'ouvrira aucune procédure à l'encontre de Contador.
Le 14 janvier 2008, le procureur antidopage italien Ettore Torri menace de l'interdire de toute participation à des compétitions sur le territoire italien toujours dans le cadre de l'Affaire Puerto. Le 2 février, il se dit prêt à répondre aux questions du CONI. Il ne sera jamais auditionné.

### Contrôle positif au clenbutérol
Le 30 septembre 2010, Alberto Contador est suspendu à titre provisoire par l'Union cycliste internationale (UCI), en raison d'un résultat d’analyse anormal dans un échantillon d’urine prélevé lors de la deuxième journée de repos du Tour de France 2010, le 21 juillet à Pau. Cette analyse (effectuée au laboratoire antidopage de Cologne) a révélé la présence de clenbuterol. La faible concentration de ce produit (50 picogrammes par millilitre, soit 400 fois moins que la concentration que les laboratoires antidopage accrédités par l'Agence mondiale antidopage (AMA) doivent pouvoir détecter) conduit l'UCI à mener des investigations scientifiques complémentaires, en collaboration avec l'AMA,.
L'Équipe révèle que le laboratoire antidopage de Cologne a découvert des résidus plastiques dans son urine et émet l'hypothèse d'une auto-transfusion sanguine : Contador aurait prélevé son sang à un moment où il prenait du clenbuterol pour se le réinfuser le 21 juillet, le plastique étant issu des poches de plasma. Le 4 octobre, The New York Times affirme qu'un échantillon urinaire de Contador datant du 20 juillet révèle la présence de plastiques, (synonyme d'une auto-transfusion sanguine), 8 fois supérieur à la normale. Le 8 octobre, le magazine belge Humo accuse Contador d'avoir eu recours à une auto-transfusion sanguine et au clenbuterol, entre le Dauphiné et le Tour pour perdre du poids et ne pas modifier son passeport biologique. C'est ce sang qu'il se serait réinjecté pendant le Tour expliquant son contrôle positif. Le 14 octobre, le directeur de l'AMA, Olivier Rabin annonce que les résidus plastiques présents dans l'urine de Contador « ne permettent pas d'être sûrs à 100 % qu'il s'agit d'une transfusion, d'autres explications sont possibles ». La presse évoque également la perfusion possible d'un produit sanguin, l'actovegin, composé d'extraits de sang ou de sérum de veau déprotéiné, l'animal ayant été engraissé au clenbuterol. L'actovegin ne fait pas partie des produits dopants mais il masquerait la prise d'EPO en faisant baisser l'hématocrite.
Alberto Contador réfute l'hypothèse de l'auto-transfusion sanguine, et déclare avoir été victime d'une contamination alimentaire. Il se dit prêt à arrêter la compétition en cas de sanction. Son argumentation ne convainc pas l'AMA.
Le comité de discipline de la Fédération royale espagnole de cyclisme (RFEC), qui a, à la demande de l'UCI, ouvert une procédure disciplinaire à l'encontre de Contador, prononce le 26 janvier 2011 une suspension d'un an. Contador fait appel de sa suspension. Le 8 février, les journaux espagnols La Vanguardia et Marca annoncent que des traces de clenbuterol ont également été retrouvées dans l'organisme de Contador les 22, 24 et 25 juillet avec respectivement 16, 7 et 17 picogrammes décelés. Selon le règlement antidopage de l'UCI, les quatre tests, de par leur proximité dans le temps, n'en forment qu'un. Les avocats d'Alberto Contador évoquent, de nouveau, la thèse de la contamination alimentaire. Le porte-parole de Contador évoque, lui, l'élimination naturelle. Le 15 février, la RFEC revient sur sa décision de suspendre Contador et le blanchit en appel : la thèse de la contamination alimentaire a, finalement, convaincu les juges espagnols. Ces derniers se sont basés sur l'article 296 du règlement antidopage de l'UCI. Cet article décline toute responsabilité à l'athlète quand il montre qu'il n'y avait aucune faute ou négligence dans l'ingestion de steaks contaminés au clenbuterol. De plus, les avocats de Contador ont mis en lumière un vice de forme au cours de la procédure qui a duré plus de six mois. D'après L'Équipe, l'UCI aurait envoyé le 8 novembre 2010 à la RFEC une lettre détaillant les possibles explications du contrôle anormal d'Alberto Contador, mais a omis de faire parvenir le courrier au coureur. Une infraction à l'article 24.2 de la Constitution espagnole qui invoque le droit de l'accusation à être informée. L'UCI et l'AMA font appel devant le Tribunal arbitral du sport (TAS), à Lausanne, de la décision de la fédération espagnole,.
Après avoir été plusieurs fois reportée,,,,, l'audience d'Alberto Contador devant le TAS a lieu entre le 21 et 24 novembre. L'UCI et l'AMA défendent devant le TAS la thèse de l'auto-transfusion sanguine, opposée à la contamination alimentaire défendue par Contador.
D'abord prévu vers le 15 janvier 2012, le verdict est reporté par le TAS au début du mois de février à cause d'une polémique mettant en cause la partialité du président de la formation arbitrale, l'avocat israélien Efraim Barack. Le 6 février, le TAS prononce une suspension de deux ans rétroactive, à compter du 25 janvier 2011 et valable jusqu'au 6 août 2012. Il est donc disqualifié du Tour de France 2010 et tous ses résultats acquis en 2011 et début 2012 sont annulés,. Le TAS retient l'hypothèse des suppléments nutritifs contaminés et considère comme « hautement improbables » celles de la viande contaminée et de la transfusion sanguine.

### Affaire Astana - UCI 2009
Si son nom n'est jamais cité à proprement dit dans cette affaire, l'équipe Astana avec lequel il a remporté le Tour de France 2009 se retrouve fin 2009 et début 2010 au cœur d'une polémique sur le dopage.
- Le 5 octobre 2009, l'AFLD envoie à l'UCI et à l'Agence mondiale antidopage (AMA), aux ministres de la santé et des sports français, Roselyne Bachelot et Rama Yade, ainsi qu'à Amaury Sport Organisation (ASO), un rapport accablant concluant que l'équipe Astana aurait bénéficié d'un traitement privilégié de la part des officiels de l'UCI responsables des contrôles antidopage sur le Tour de France[140].

Ce document de dix pages, réalisé notamment à partir des journaux de bord tenus par les deux médecins missionnés par l'AFLD pour réaliser les prélèvements urinaires et sanguins pendant l'épreuve, fait mention de plusieurs manquements graves de la part des contrôleurs UCI : 
- Le 7 juillet 2009 au matin, un coureur s'est vu remettre sa notification de contrôle par son directeur sportif avant même le départ de l'étape.

- Le 7 Juillet 2009 au soir, à Barcelone, selon l'AFLD, les inspecteurs de l'UCI auraient, dans une salle de restauration où sont présents des coureurs, échangé à haute voix à propos de contrôles qu'ils allaient réaliser le lendemain. Une attitude "pas très professionnelle", d'après l'AFLD.

- Le 11 Juillet 2009 au matin, l'obligation de se présenter immédiatement pour procéder aux prélèvements n'a pas été respectée à la suite de l'intervention des inspecteurs de l'UCI qui avaient, de surcroît, refusé la présence des escortes de l'AFLD, pourtant obligatoire afin de veiller à ce que les coureurs ne se livrent à aucune manipulation entre la notification de leur contrôle et le prélèvement. Les coureurs Astana auraient bénéficié d'un délai d'au moins 45 minutes : "Une telle tolérance accordée sans véritable justification (...) ne permet pas, en l'absence d'escortes, de s'assurer de la parfaite régularité de la procédure, notamment qu'aucune manipulation n'est effectuée", pointe le rapport.

- Le 25 Juillet 2009, les prélèvements sanguins prévus sur des coureurs de la formation kazakhe n'ont pu être réalisés, car le temps de transport jusqu'à leur hôtel (environ 60 km) a été sous-estimé par les inspecteurs de l'UCI.

- L'UCI a transmis des informations sur la localisation des équipes lors de la préparation d'avant Tour afin de pouvoir diligenter des contrôles, à l'exception de celles sur Astana. "Une rétention d'information qui ne va pas dans le sens de la lutte contre le dopage", d'après l'AFLD.

- Aucun matériel de type glacière permettant de conserver et de transporter les échantillons à une température garantissant leur intégrité (4 °C) n'a été mis à leur disposition par l'UCI. Ainsi des échantillons urinaires et sanguins ont ainsi parfois été stockés plusieurs heures dans le coffre de véhicules exposés au soleil sur un parking avant d'être transportés au laboratoire sans protection. "Un manquement grave aux règles de bonne conservation des échantillons qui auront à n'en pas douter pour conséquence de rendre difficile des analyses en raison de leur détérioration", souligne le rapport.

- Les inspecteurs de l'UCI ont qualifié, à tort, de "contrôles hors compétition" ceux pratiqués le matin ou le soir dans les hôtels. La liste des substances interdites "hors compétition", beaucoup plus restreinte que celle des produits prohibés "en compétition" exclut ainsi de fait la recherche des stimulants ou des corticoïdes.

Le même jour, l'UCI dément les accusations de l'AFLD et menace de cesser sa collaboration avec elle. Le 13 octobre 2009, le parquet de Paris ouvre une enquête préliminaire à l'encontre de l'équipe Astana. Durant le Tour, les gendarmes de l'Office central de lutte contre les atteintes à l'environnement et à la santé publique (Oclaesp) auraient saisi des centaines de seringues et du matériel de perfusion. Il est possible que ce matériel ne respecte la loi de lutte contre le trafic de produits dopants. Ces mêmes gendarmes ont également saisi du telmisartan, du quinapril, et deux antihypertenseurs soupçonnés d'être utilisés par les sportifs pour traiter l'hypertension artérielle associée à la pratique des transfusions sanguines. Ces produits ne bénéficiaient pas d'une autorisation d'importation de la part de l'Agence française de sécurité sanitaire des produits de santé (Afssaps). Le 29 octobre 2009, l'UCI publie à son tour un rapport qui remet en cause la gestion des contrôles antidopage de l'AFLD sur le Tour. 
- Le 23 décembre 2009, le parquet de Paris a indiqué que la formation kazakhe avait commis une infraction pénale pendant le Tour car la possession de kits de perfusion constitue une infraction au regard de la loi de lutte contre le trafic de produits dopants. De plus, le matériel de perfusion est également inscrit sur la liste des méthodes interdites par l'Agence mondiale antidopage. Enfin, sept profils génétiques de personnes différentes appartenant à l'équipe auraient été dressés à partir des saisies pratiquées[144]. En avril 2010, Johan Bruyneel, manager de l'équipe, est entendu par le parquet de Paris et Alain Gallopin, directeur sportif de l'équipe, est lui entendu quelques semaines plus tard. Les deux dirigeants ont expliqué qu'ils n'avaient pas été témoins d'aucune scène de perfusion et qu'ils n'étaient au courant de rien[145].

## Style, qualités physiques et position dans le peloton

### Style
Alberto Contador est considéré par certains comme le meilleur grimpeur de sa génération, comme le montrent ses victoires en altitude à l'Alto de l'Angliru sur la Vuelta en 2008 et en 2017, à Verbier sur le Tour en 2009 ou, encore, à Fuente Dé sur la Vuelta en 2012. Il est également réputé pour être un attaquant infatigable, capable, même lorsqu'il n'est pas dans un bon jour, de tenter de renverser une course. Lors de cette étape de Fuente Dé en 2012, il n'hésite pas à partir seul à 50 kilomètres de l'arrivée alors même que ses 21 précédentes attaques avaient été infructueuses,. Il est l'auteur de nombreux raids, comme sur la Vuelta 2016, où il attaque dans un faux plat descendant dans les 10 premiers kilomètres de l'étape de Formigale. Il emmène avec lui notamment le maillot rouge, Nairo Quintana, et se retrouve piégé le maillot blanc, Christopher Froome. Lors de sa dernière Vuelta, l'année suivante, Alberto Contador met un point d'honneur à attaquer autant que possible, sans compter les efforts ni les gains potentiels. C'est d'ailleurs ainsi qu'il remporte la 20e étape, en s'échappant à 15 km de l'arrivée dans une descente. Et ses attaques, souvent très violentes, lui permettent de distancer aisément ses adversaires en montagne. Contador se met la majeure partie du temps en danseuse avec beaucoup de braquet. Il a réalisé, également, de bonnes performances en contre-la-montre. Il en fut champion d'Espagne en 2009 et a remporté le contre-la-montre autour d'Annecy sur le Tour cette même année.
Il a pris l'habitude de célébrer ses victoires en mimant un tir au pistolet sur la ligne d'arrivée, ce qui lui a valu le surnom de « El Pistolero ». Après les attentats de novembre 2015 à Paris, il envisage de ne plus faire ce geste distinctif, mais l'a finalement réitéré lors de la dernière victoire de sa carrière, au sommet de l'Angliru, sur la Vuelta 2017.

### Qualités physiques
Bien qu'il ne soit pas possible de calculer avec précision la vitesse d'ascension de Contador à Verbier le 19 juillet 2009, la fourchette obtenue est supérieure à la vitesse d'ascension atteinte par Bjarne Riis en 1996 (entre 1 852 et 1 900 m/h) et constitue ainsi un record dans l'histoire du Tour de France,. Selon les données publiées, le 21 juillet, par l'ancien entraîneur de l'équipe Festina et spécialiste reconnu de la performance, Antoine Vayer, dans Libération, Contador aurait eu besoin d'une VO2 Max (consommation maximale d'oxygène) de 99,5 ml/min/kg pour produire cet effort. De plus, il qualifie la performance de Contador comme étant d'extraterrestre. Dans une chronique publiée dans le quotidien Le Monde, le 23 juillet, l'ancien vainqueur du Tour Greg LeMond s'appuie sur ces données pour exprimer ses doutes sur le fait qu'une telle performance puisse être obtenue sans dopage : d'après lui, la VO2 Max de Contador n'a jamais été atteinte par aucun athlète. Malgré tout, Contador évitera de répondre à ce sujet.
Puissances développées par Alberto Contador sur les derniers cols des arrivées en altitude, exprimées en « watts » (calculées pour un athlète de 70 kg), d'après Antoine Vayer et Frédéric Portoleau :
- Tour de France 2007 : 427 watts de moyenne avec successivement 419 watts (col d'Aubisque), 436 watts (col de Peyresourde), 433 watts (Plateau de Beille) et 419 watts (col de la Colombière)[155] ;
- Paris-Nice 2009 : il gravit la montagne de Lure en 34 min 20 s depuis Saint-Étienne les Orgues. Sa puissance moyenne (78 kg avec vélo) est de 425 watts (14,15 km à 6,27 %)[156] ;
- Tour de France 2009 : dans l'ascension de Verbier (15e étape), il réalise 490 watts de moyenne en « puissance étalon » pendant 20 min 55 s, soit 445 watts en puissance réelle ou encore un rapport poids puissance de 7,2 watts/kg. Dans la 17e étape, il développe 430 watts (en puissance étalon) dans le col de la Colombière, après avoir atteint 440 watts dans le col de Romme quelques kilomètres auparavant[152],[157];
- Tour d'Italie 2011 : 418 watts de moyenne sur les quatre cols-clés du Giro (Grossglockner, Monte Zoncolan, Gardeccia/Val di Fassa, Nevegal)[158].

### Position dans le peloton
Le 24 octobre 2012, lors de la présentation du Tour de France 2013, Contador prend position en faveur de Lance Armstrong dont la suspension à vie et le déclassement des courses auxquelles il a participé depuis le 1er août 1998 pour dopage a été confirmée l'avant-veille, le 22 octobre, par l'UCI.

« A mon avis, à certains moments, on a manqué totalement de respect à Lance. De mon point de vue, il a été humilié et lynché. On l'a détruit. Si le cyclisme est populaire aux États-Unis, c'est grâce à lui. S'ils connaissent le Tour, c'est grâce à lui. […] On parle de Lance mais il n'y aucune preuve contre lui, rien de nouveau. Ils se sont appuyés sur des témoignages qui datent de 2005. Je respecte le choix de chaque coureur mais cela vient un peu tard. »

— Alberto Contador
 Deux jours plus tard, le 26 octobre 2012, lors d'une interview pour Stade 2, il change sa position en affirmant être favorable à la tolérance zéro et que ses mots ont été mal interprétés, qu'il a un peu ironisé en disant qu'Armstrong manquerait, mais qu'il est évident que s'il est jugé et considéré coupable, il doit être sanctionné.

## Culture populaire

### Musique
- Le groupe Mama Kids a rendu hommage à Alberto Contador avec le titre : Quiero ser como tú.
- Le groupe Los chicos de la calle pez (groupe de Pinto) lui a également rendu hommage avec le titre : Canción de Alberto Contador.

### Télévision
Le 6 février 2012, jour de sa suspension pour dopage, l'émission satirique Les Guignols de l'info diffuse le sketch L'Homme de la Mancha, qui fait référence au dopage supposé de son compatriote Rafael Nadal. Sa diffusion suscite des réactions d'indignations de la part de sportifs et de personnalités politiques espagnols, ce qui incite Les Guignols à caricaturer Alberto Contador, dans une parodie de la chanson Y viva España où il dit « Je roule avec du sang de taureau, et Viva España! ».

## Palmarès, résultats et distinctions

### Palmarès par année

#### Palmarès amateur
| - 1999 - 2e du Txirrindulari Liernia - 2000 - Trofeo Colmenarejo - Trofeo Ind.Paracuellos - Subida Puerto Navafria - Hoyo de Pinares - 2e de la Vuelta Sierra Norte - 2e du Trofeo Majadahonda - 3e du Trofeo Arganda del Rey | - 2001 - Subida a Gorla - 2e de la Subida a Urraki - 3e de l'Antzuola Saria - 3e du championnat d'Espagne du contre-la-montre espoirs - 2002 - Champion d'Espagne du contre-la-montre espoirs - 4ea et 4eb (contre-la-montre) étapes de la Tour de la Bidassoa - Contre-la-montre Santiago Mendi - 5e et 6e étapes du Tour de Palencia - Escalade de Montjuïc amateurs |  |

### Résultats dans les grands tours
Alberto Contador est le cinquième coureur à enlever au moins une fois les trois grands tours, après Jacques Anquetil, Felice Gimondi, Bernard Hinault et Eddy Merckx. Après sa victoire au Tour d'Italie 2015, il devient le deuxième coureur après Bernard Hinault à avoir remporté au moins deux fois les trois compétitions.

#### Tour de France
Dix participations
- 2005 : 31e
- 2007 :  vainqueur du classement général,  vainqueur du classement du meilleur jeune, vainqueur de la 14e étape,  maillot jaune pendant quatre jours
- 2009 :  vainqueur du classement général, vainqueur des 4e (contre-la-montre par équipes), 15e et 18e étapes (contre-la-montre),  maillot jaune pendant sept jours
- 2010 :  vainqueur du classement général,  maillot jaune pendant six jours
- 2011 : 5e
- 2013 : 4e
- 2014 : abandon (10e étape)
- 2015 : 5e
- 2016 : abandon (9e étape)
- 2017 : 9e

#### Tour d'Italie
Trois participations
- 2008 :  vainqueur du classement général,  maillot rose pendant sept jours
- 2011 :  vainqueur du classement général, vainqueur des 9e et 16e étapes,  maillot rose pendant treize jours
- 2015 :  vainqueur du classement général,  maillot rose pendant seize jours

#### Tour d'Espagne
Cinq participations
- 2008 :  vainqueur du classement général,  vainqueur du classement du combiné, vainqueur des 13e et 14e étapes,  maillot or pendant neuf jours
- 2012 :  vainqueur du classement général,  Super-combatif, vainqueur de la 17e étape,  maillot rouge pendant cinq jours
- 2014 :  vainqueur du classement général,  vainqueur du classement du combiné, vainqueur des 16e et 20e étapes,  maillot rouge pendant douze jours
- 2016 : 4e,  Super-combatif
- 2017 : 5e,  Super-combatif, vainqueur de la 20e étapes.

### Classements mondiaux
Jusqu'en 2004, le classement UCI concerne tous les coureurs ayant obtenu des points lors de courses du calendrier international de l'Union cycliste internationale (324 courses en 2004). En 2005, l'UCI ProTour et les circuits continentaux sont créés, ayant chacun leur classement. De 2005 à 2008, le classement de l'UCI ProTour classe les coureurs membres d'équipes ProTour en fonction des points qu'ils ont obtenus lors des courses du calendrier UCI ProTour, soit 28 courses en 2005, 27 en 2006, 26 en 2007. En 2008, le calendrier du ProTour est réduit à 15 courses en raison du conflit entre l'UCI et les organisateurs de plusieurs courses majeures. Les trois grands tours, Paris-Roubaix, la Flèche wallonne, Liège-Bastogne-Liège, le Tour de Lombardie, Tirreno-Adriatico et Paris-Nice ne sont donc pas pris en compte dans le classement ProTour 2008. En 2009 et 2010, un « classement mondial UCI » remplace le classement ProTour. Il prend en compte les points inscrits lors des courses ProTour et des courses qui n'en font plus partie, regroupées dans un « calendrier historique », soit au total 24 courses en 2009 et 26 en 2010. Ce nouveau classement prend en compte les coureurs des équipes continentales professionnelles. En 2011, l'UCI ProTour devient l'UCI World Tour et reprend dans son calendrier les courses qui l'avaient quitté en 2008. Il comprend 27 courses en 2011 et son classement ne concerne plus que les coureurs membres des 18 équipes ProTeam.
Alberto Contador apparaît pour la première fois au classement UCI en 2003. Il occupe la première place du classement mondial à la fin de l'année 2009.
| Année                  | 2003 | 2004 | 2005 | 2006 | 2007 | 2008 | 2009 | 2010 | 2011 | 2012 | 2013 | 2014 | 2015 | 2016 | 2017 |
| ---------------------- | ---- | ---- | ---- | ---- | ---- | ---- | ---- | ---- | ---- | ---- | ---- | ---- | ---- | ---- | ---- |
| Classement UCI         | 386e | 391e |      |      |      |      |      |      |      |      |      |      |      |      |      |
| Classement ProTour     |      |      | 33e  | 32e  | 3e   | 13e  |      |      |      |      |      |      |      |      |      |
| Calendrier mondial UCI |      |      |      |      |      |      | 1er  | 13e  |      |      |      |      |      |      |      |
| UCI World Tour         |      |      |      |      |      |      |      |      |      | 12e  | 15e  | 2e   | 7e   | 5e   | 10e  |
| UCI Europe Tour        |      |      |      |      |      |      |      |      |      |      |      |      |      | 101e | 239e |

### Distinctions
- Vélo d'or : 2007, 2008, 2009 et 2014